# Cerveza

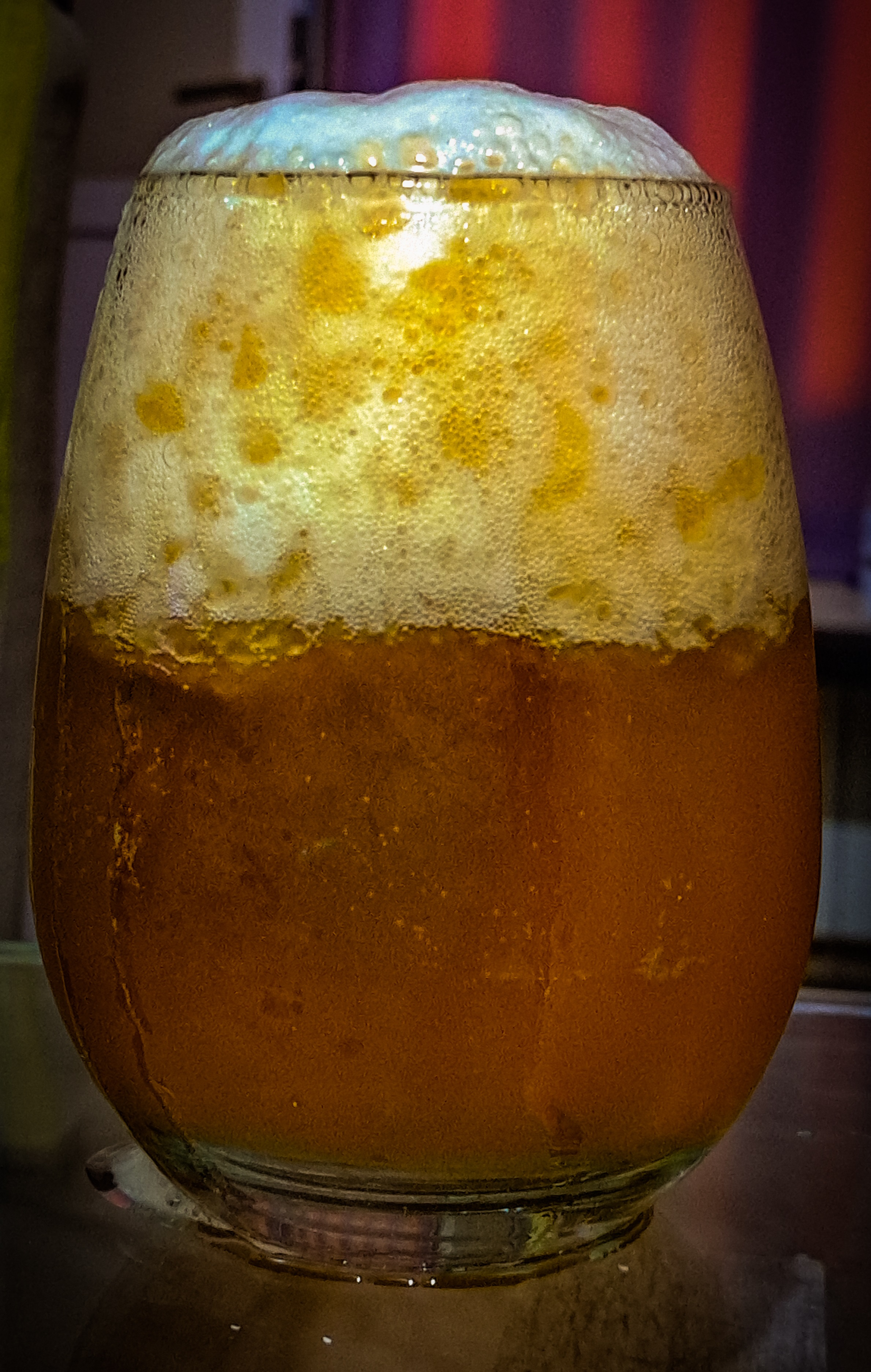
Vaso de cerveza a temperatura ideal para el valle Patagónico de Argentina.

La cerveza (del latín cerevisĭa), coloquialmente conocida también como birra (del italiano birra, y este del alemán Bier), es una bebida alcohólica, no destilada, de sabor amargo, que se fabrica con granos de cebada germinados u otros cereales cuyo almidón se fermenta en agua con levadura (Saccharomyces cerevisiae o Saccharomyces pastorianus) u otros organismos como bacterias y obtiene sabor y aroma principalmente por lúpulo. Es la bebida alcohólica más consumida del mundo, y una de las bebidas más consumidas en general, solo por detrás del agua, el té y el café.
De ella se conocen varios tipos con una amplia gama de matices, debidos a las diferentes formas de elaboración y a los ingredientes utilizados. Generalmente presenta un color ambarino con tonos que van del amarillo oro al negro pasando por los marrones rojizos. Estos colores varían según su tipo (Lager, Ale, Pilsner, Märzen, Stout, etc.). Se la considera «gaseosa» (contiene CO2 disuelto en saturación que se manifiesta en forma de burbujas a la presión ambiente) y suele estar coronada de una espuma más o menos persistente. Su aspecto puede ser cristalino o turbio. Su graduación alcohólica puede alcanzar hasta cerca de los 20 % volúmenes, aunque comúnmente se encuentra entre los 4 % y los 6 % volúmenes.

## Antecedentes

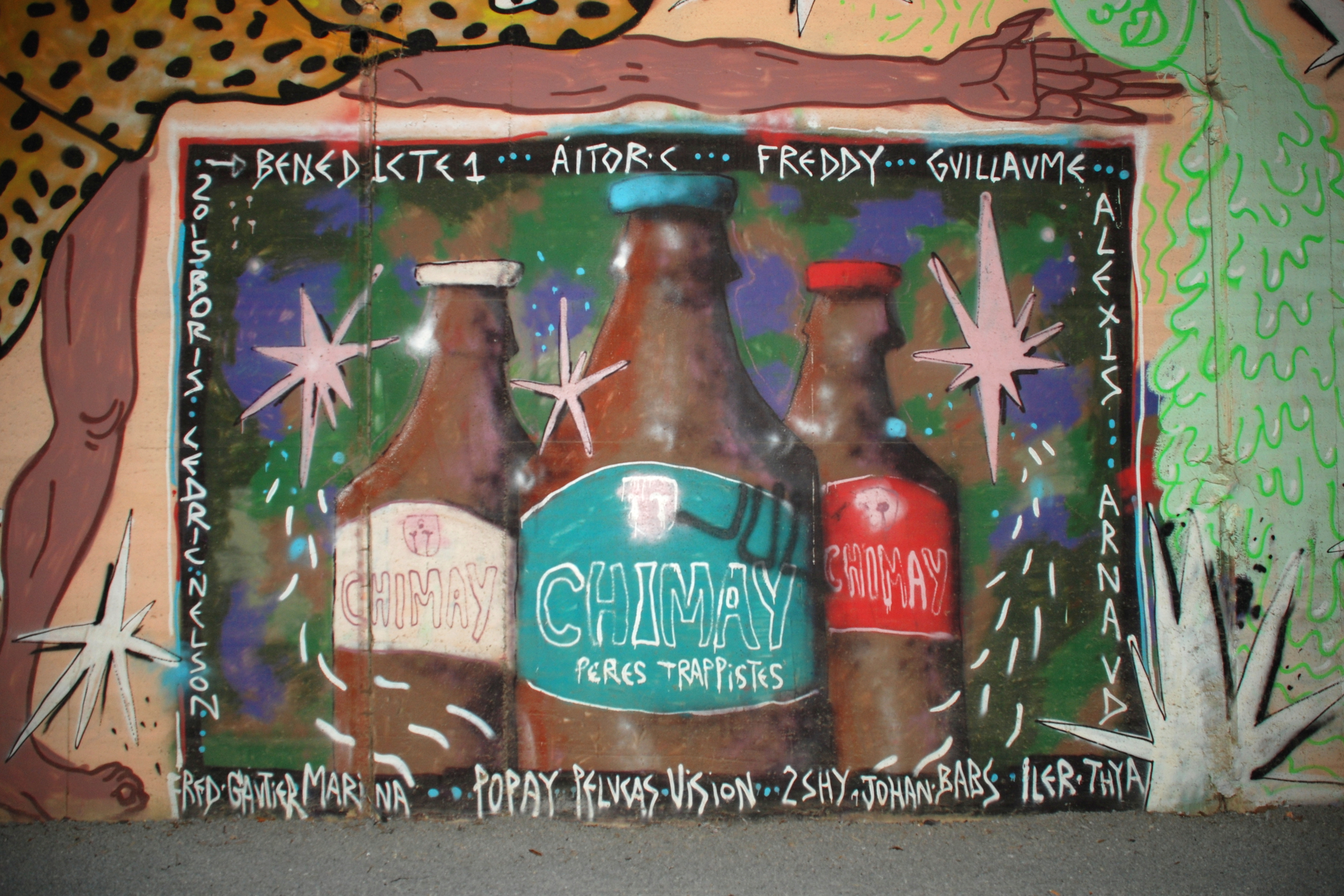
Botellas de Chimay representadas en un mural de la estación de Lovaina-la-Nueva (Bélgica).

Según Anderson y Hull, «el lúpulo da a la cerveza ese sabor límpido y amargo, sin el que malamente puede llamarse cerveza».  En la Baja Edad Media se originó la costumbre de cocer el mosto con flores de lúpulo. A partir de entonces nació la bebida que hoy identificamos como cerveza, distinta del vino de malta. Tal costumbre se originó en Alemania hace unos mil años. El lúpulo sustituyó a los aromatizantes hasta entonces utilizados, dando a la cebada fermentada alcohólicamente su amargor característico. El lúpulo contribuye también decisivamente a su conservación. Además obra como eficaz antiséptico y estabilizador. También sirve para detener la fermentación acética y clarificar el líquido, causando la precipitación de las sustancias albuminosas. Los primeros testimonios que tenemos sobre el uso del lúpulo se remontan a la Alemania del siglo XI, con motivo de los impuestos por el uso del allí llamado grut, que en inglés llaman gruit —el conjunto de yerbas utilizadas en la elaboración de la cerveza—, el cual fue sustituido por el lúpulo.
Sin el uso del lúpulo, el fermentado proveniente de la cebada no pasa de ser un vino de malta —que no lleva lúpulo y, si lo lleva, no puede ser fresco—, que recuerda por su sabor más al vino que a la cerveza. Cuanto menos lúpulo se usa, la bebida resulta más vinosa. Si la malta está muy tostada no hace falta usar tanto lúpulo para evitar el sabor vinoso. En francés el vino de malta es llamado vin d’orge, en inglés barley wine, en alemán Gerstenwein y Maltonwein y en italiano vino d’orzo. Sabe a vino, se sirve en copa de vino, tiene una graduación similar a la del vino y los mismos usos que el vino. Se distinguen incluso vinos de malta de mesa y de postre. No se los considera cerveza, aunque los famosos vinos de malta de Bélgica —aderezados con frutas— suelen ser incluidos al tratar de las cervezas, en calidad de «cervezas especiales». Tritton señala en su manual que, para elaborar cerveza en vez de vino de malta, basta añadir lúpulo y un fermento de los usados para elaborar cerveza. En el caso del vino de malta, se suprime el lúpulo y se utiliza fermento de vino en vez de fermento de cerveza. El lúpulo identifica tanto o más la individualidad de la cerveza, que la cebada u otros cereales. Tampoco tienen la consideración de cerveza, ni se llama cerveza, pues carece de lúpulo, el fermentado alcohólico, de unos 7 % vol. del que se extrae por destilación el whisky.
Además del vino de malta, existen otras bebidas alcohólicas con características o apariencia diferentes pero fabricadas también a base de almidón fermentado que, cuando no tienen un nombre específico —como es el caso del sake—, son asimiladas a cervezas. En este último caso se añade un complemento al nombre de «cerveza» a fin de evitar malentendidos —por ejemplo, cerveza de banana—. La cerveza sin alcohol es un caso especial ya que su contenido alcohólico es despreciable o nulo, aunque comparte las mismas características de base que el resto de las cervezas porque se ha desalcoholizado durante la elaboración.
Se podría clasificar el sake como cerveza de arroz —aunque hay varias diferencias— si se adoptase un criterio analógico. La cerveza es para los europeos lo que el sake para los japoneses. En sentido analógico, la cerveza también puede ser clasificada como un sake. Las clasificaciones analógicas suelen rechazarse científicamente por poco rigurosas, pues no distinguen adecuadamente el género de la especie. Si denominamos a todos los mamíferos «vacas», posteriormente hay que distinguir entre vacas «propiamente dichas» y otros animales que solo son vacas por asimilación. No existe una palabra para designar a todas las bebidas provenientes de cereales alcohólicamente fermentados. Para el inglés, Harold J. Grossman ha propuesto brews y malt beverages.
En Japón la cerveza, tal y como se conoce en Occidente, fue inicialmente un producto importado. Hoy en día existen fábricas de cerveza japonesas y para designar dicha bebida se adaptó la locución bier a dicho idioma como biiru (ビール). Aunque para hacer cerveza se utiliza muchas veces arroz, no solo la elaboración es distinta, sino también la fermentación. En la tradición oriental, en la fermentación alcohólica del arroz, el sorgo o el mijo, el fermento utilizado proviene de esos mismos cereales, y está basado en las esporas del Aspergillus Orizae, un hongo asexuado que produce la enzima llamada takadiastasa. Ese fermento se llama koji, palabra de origen japonés, pero que se utiliza en cualquier idioma si se quiere designar ese fermento. El koji no incluye solo el Aspergillus Orizae, relativo al arroz, sino también otros como el A. sojae relativo a la soja. Tiene la virtud de hacer fermentar en alcohol no solo la sacarosa, sino también la lactosa. En la obtención de esas bebidas no se tuesta el cereal. También es distinta en consecuencia la preparación del wort. En una cultura cervecera en la que se efectúan clasificaciones tan sutiles como la distinción entre ale y beer sería muy difícil clasificar el sake como una ale o como una beer.
A diferencia de las bebidas obtenidas a partir de zumos de frutas fermentados, como los vinos, en la cerveza el cereal de base no contiene originalmente ni agua ni azúcar, caracterizando ambas carencias el proceso de elaboración. Para conseguir azúcar a partir del almidón del cereal, es necesario primero modificarlo mediante el malteado y sumergirlo en agua a la temperatura adecuada a fin de completar la conversión. El líquido resultante, compuesto de azúcares, proteínas y residuos procedentes del cereal, se filtra, se hierve vigorosamente y se le añade el lúpulo en caliente, aunque también existe la costumbre de lupular en frío —dry hopping, «en seco», en inglés—, operación que consiste en añadir las flores al mosto ya frío, bien en las cubas de fermentación, bien en las cubas de almacenamiento. Una vez enfriado a una temperatura que permita el desarrollo de las levaduras, se añaden estas y se inicia la fermentación que producirá el alcohol y el dióxido de carbono (CO2).

## Etimología
Existen varias opiniones:
- Una, de Joan Corominas,[12] dice que «cerveza» proviene del latín cervêsïa, que a su vez toma esta palabra del galo, un idioma celta. La raíz celta parece estar emparentada con el galés cwrw y el gaélico coirm. Por cervoise entiende el Petit Larousse Illustré de 1918 «cerveza de los antiguos galos».
  - Otra, de Phillippe Duboë-Laurence y Christian Berger (El libro del amante de la cerveza), sugiere que cervoise viene de cerevisia, pero luego añaden que esta voz vendría de «Ceres», diosa latina de la tierra y los cereales, y de vis, la fuerza. Tal etimología pertenece a ese género de etimologías de fantasía que los filólogos[¿quién?] no toman en serio. El especialista en zythología Laurent Vacher, sostiene la idea que cerevisia proviene de Ceres vitis, es decir «la viña de Ceres», diosa romana de la agricultura.

En todo caso, la raíz común es fácilmente apreciable en sus voces española «cerveza», portuguesa cerveja, catalana cervesa, gallega cervexa, extremeña cervécia y retorrománica gervosa. En otros idiomas europeos se emplean derivados de la misma raíz que la palabra germánica bier, como es el caso del inglés beer, francés bière e italiano birra. En inglés también se utiliza la palabra ale, equivalente a öl, que es la palabra escandinava para cerveza. Charlie Papazian sostiene que ale significaba originariamente hidromiel —mead en inglés— muy rebajado con agua, mientras el hidromiel fuerte era denominado biuza, de donde proviene la palabra beer.

## Historia

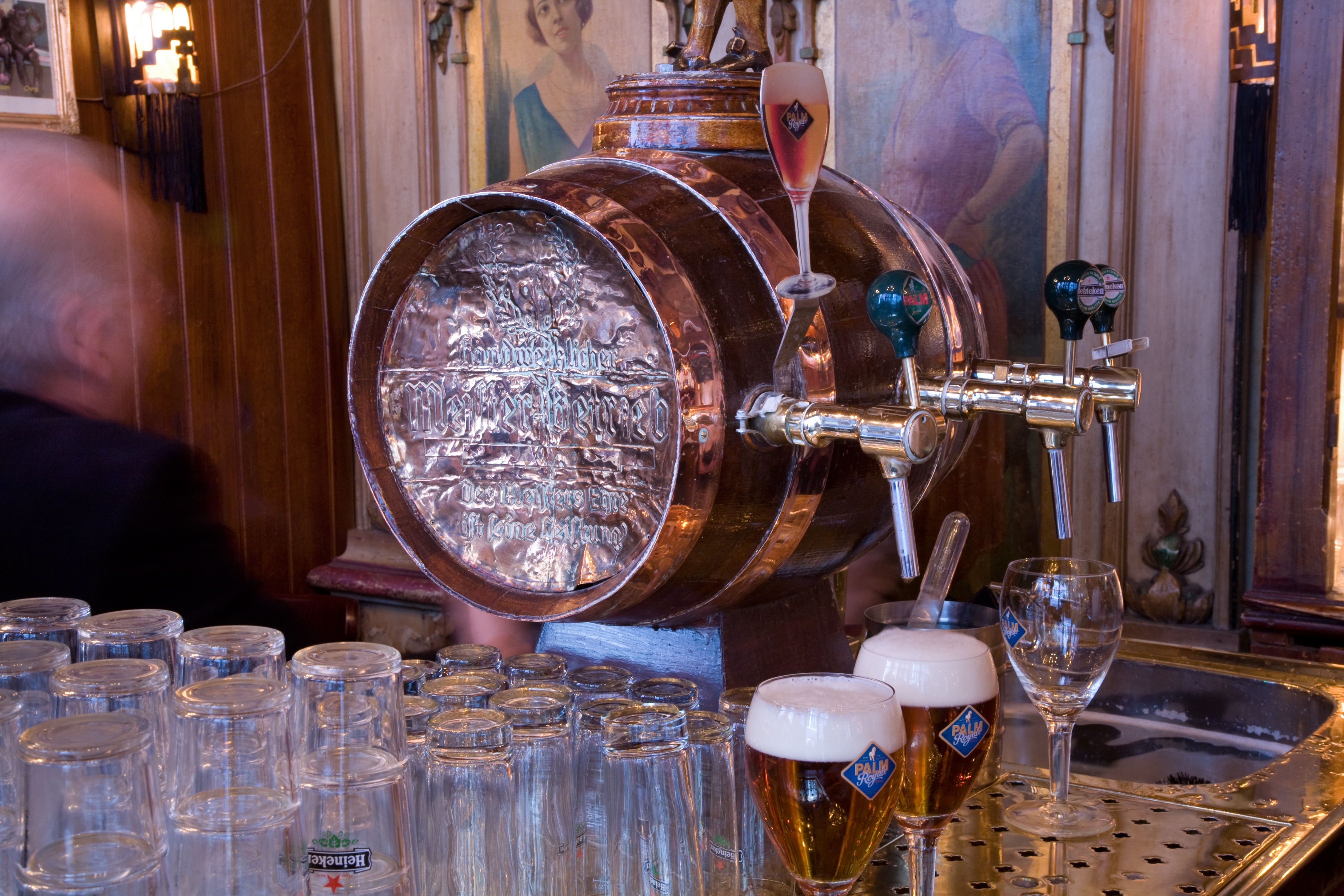
Barril de cerveza.

Históricamente la cerveza fue desarrollada por los antiguos pueblos elamitas, egipcios y sumerios. Las evidencias más antiguas de la producción de cerveza datan de alrededor de IV milenio a. C. y fueron halladas en Godin Tepe, en el antiguo Elam (actual Irán). Algunos la ubican conjuntamente con la aparición del pan entre el 10 000 a. C. y 6000 a. C., ya que tiene una parecida preparación, agregando más o menos agua. Parece ser que las cervezas primitivas eran más densas que las actuales, similares al actual pombe africano. Según la receta más antigua conocida, el Papiro de Zósimo de Panópolis (siglo III), los egipcios elaboraban la cerveza a partir de panes de cebada poco cocidos que dejaban fermentar en agua. Su cerveza fue conocida como zythum, que es palabra griega, pero en una fase más tardía. Antiguamente en Extremo Oriente se usaba arroz y también bambú. Del bambú, lo mismo que de la caña de azúcar, lo que se fermenta es su savia; pero no su fruto. Tal es el ulanzi propio de Tanzania. No puede ser considerado un fermentado alcohólico de cereal. Las bebidas alcohólicas más antiguas quizá sean derivadas de la leche.
Michael Jackson, en su Michael Jackson's Beer Companion, recoge la opinión del profesor de la Universidad de Pensilvania Salomon Katz, que data la aparición de una bebida de cebada fermentada alcohólicamente en la Mesopotamia del año 4000 a. C. con el nombre de sikaru, pero señala que se hacía con pan de cebada; es decir, se trataba de lo que hoy se llama kuas, que no es considerado propiamente cerveza, aunque es un fermentado alcohólico proveniente de cereal. La cerveza propiamente dicha aparece en Europa en el siglo XIII, en la medida en que el concepto de cerveza incluye el amargor propio del lúpulo. El malteado ya se había inventado antes. En el primer capítulo de sus Études sur la bière, Louis Pasteur hace notar que cuando se dice que en el siglo IV a. C. ya Teofrasto hablaba de «cerveza», en realidad no hablaba de cerveza, ni de cervoise, ni de beer, sino de vino de cebada (οἶνος ἐκ κριθέων). Atribuir un origen muy antiguo a la cerveza se hace sobre la base de proporcionar un concepto muy amplio de lo que haya de entenderse por cerveza.
Los restos arqueológicos más antiguos de producción de cerveza en Europa fueron descubiertos en 1999 en el yacimiento de la Cova de Can Sadurní en el término municipal de Begas (Barcelona, España). Los restos hallados eran del neolítico en una estratificación de entre 5500 a. C.-4000 a. C., por Manel Edo Benaiges, Pepa Villalba Ibáñez y Anna Blasco Olivares, de la Universidad de Barcelona (UB). Sin duda alguna, este hallazgo desplazó el que hasta ese momento se creía como el más antiguo descubrimiento de elaboración de cerveza en Europa en el yacimiento del valle de Ambrona, dentro del término municipal de Miño de Medinaceli (Soria, España), y que data de alrededor del siglo XXV a. C., según el trabajo arqueológico del equipo dirigido por el profesor Manuel Ángel Rojo Guerra, de la Universidad de Valladolid. También se han encontrado evidencias arqueológicas de elaboración de cerveza en el yacimiento de Genó, en Aitona (Lérida, España), tras los trabajos de investigación arqueológica dirigidos por el profesor José Luis Maya González, que establecieron que estos restos databan de alrededor del siglo XII a. C.
Los celtas conocían la elaboración de la cerveza y llevaron consigo este conocimiento cuando se extendieron por la península ibérica, donde su uso y su elaboración se desarrolló muy pronto.
Con el paso de los siglos, sobre todo a partir de la romanización, la mediterránea se consolidó como una zona básicamente vinícola, mientras que la cerveza se producía en el norte y centro de Europa y adquiría la forma de lo que se entiende hoy por cerveza. De esta manera, se extiende el uso de la malta como ingrediente principal y también se empieza a introducir el uso del lúpulo como aromatizante. Esta planta cannabácea confiere a la cerveza su sabor amargo característico, a la vez que favorece su conservación.
En 1516, el duque Guillermo IV de Baviera redactó la primera ley que fijaba qué se entendía por cerveza. Esta ley de pureza (Reinheitsgebot) establecía que solamente podía utilizarse agua, malta de cebada y lúpulo para elaborar la cerveza. En cambio, en Inglaterra, Enrique VIII prohibió el uso del lúpulo, ante la presión del gremio de cerveceros; prohibición que levantó su hijo Eduardo VI, y que continuó por algún tiempo más en Escocia. Los cerveceros ingleses tardaron mucho en aceptar el uso del lúpulo. En su momento se llamó ale a la cerveza sin lúpulo y beer a la cerveza con lúpulo. Todavía hoy, para designar los vinos de malta sin lúpulo más que de barley wine, que simplemente puede designar una cerveza de alta graduación, se habla de gruit ale.
La cerveza empezó a recuperar su presencia social en España a partir del reinado del emperador Carlos I, que trajo consigo maestros cerveceros de Alemania. Todo ello queda reflejado entre las pertenencias del emperador a la muerte de este en Yuste por su secretario Martín de Gaztelu. Por aquel entonces, la cerveza era aún un producto de temporada. No se sabía conservar y con el calor perdía toda su fuerza. La cerveza llamada lager, sin embargo, recibe ese nombre en razón de su posibilidad de almacenamiento. Se elaboraba en otoño, para ser consumida en primavera. La fermentación baja y a baja temperatura favorece su conservación. En realidad, iba fermentando lentamente mientras estaba almacenada. Actualmente todas las cervezas, incluso las de alta fermentación, son almacenables y llevan fecha de caducidad que alcanza unos tres años. Lager ha sufrido un cambio semántico, y ha pasado a significar cerveza de fermentación baja.

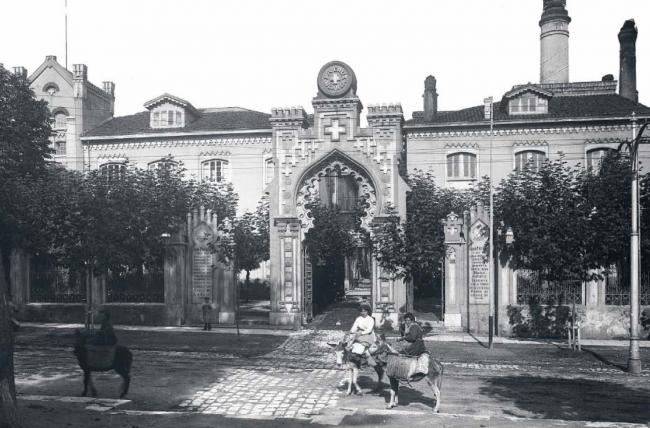
Imagen de principios del de La Cruz Blanca, fábrica de cerveza instalada en Santander en 1860 (Colección Thomas).

La posibilidad de conservación de la cerveza se debe no tanto al invento de las neveras eléctricas como al de conservantes distintos del lúpulo, y a la posibilidad de elaborar a gran escala y con facilidad envases herméticamente cerrados. Las botellas industriales hechas en serie aparecen en el siglo XIX. Antes se fabricaban a soplete. La cerveza enlatada comienza en 1933 en Estados Unidos, tras la abolición de la ley seca. Los barriles de cerveza en madera han desaparecido prácticamente. No se puede hablar de una verdadera industria cervecera hasta el siglo XIX, cuando empiezan a aparecer pequeñas fábricas más industriales que artesanales. 
La primera gran fábrica de cerveza en España fue abierta en 1864 por el alsaciano Louis Moritz en Barcelona. Luego le siguieron marcas como La Salve Bilbao (1886), Mahou (1890), La Zaragozana  (1900), Cruzcampo (1904) y Estrella Galicia (1906). No sería hasta finales del siglo XX cuando la cerveza artesana aparacería en España, con la apertura del primer brewpub en Madrid en 1989 y la irrupción en Barcelona de Steve Huxley, considerado el padre de la cerveza artesana en España y partícipe en los inicios de las primeras microcervecerías catalanas.

## Ingredientes

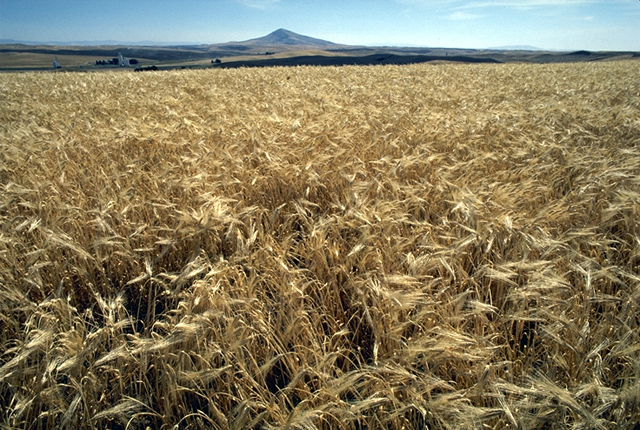
Plantación de cebada.

### Los cereales
La elaboración de la cerveza se puede hacer con cualquier cereal que pueda producir azúcares fermentables. Para ello debe ser preparado para que la gran mayoría de sus azúcares sean fermentables. En algunos casos una simple cocción es suficiente (como en el caso del maíz) y en otros casos es preciso «maltear» el cereal. En la elaboración de la cerveza se utilizan numerosos cereales en su estado crudo o malteado, siendo la cebada el único que debe maltearse necesariamente y el más utilizado en la cervecería occidental.

#### La malta

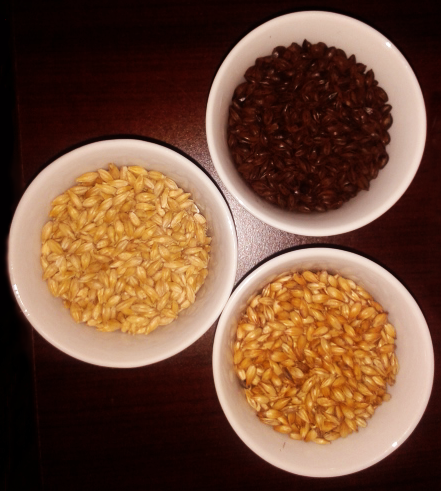
Granos de cebada utilizados para la elaboración de cerveza. A la izquierda, malta clara, a la derecha arriba, malta negra, y a la derecha abajo, malta semitostada tipo ámbar

Los azúcares que contiene el grano de cebada no son inmediatamente accesibles y, en una fase previa, es preciso activar unas enzimas presentes en el propio grano que reducirán las largas cadenas de almidón para liberar azúcares. Esta operación, también denominada malteo o malteado, consiste simplemente en hacer germinar los granos. Cuando se estima que la activación enzimática de la germinación se encuentra en su punto óptimo, se para el proceso reduciendo la humedad del grano hasta su mínimo. Este producto recibe el nombre de malta verde. Después hay que hornearlo. A bajas temperaturas, el tostado es mínimo y se habla de maltas claras (llamadas también maltas lager o pale según el país en que se producen). A medida que se aumenta la temperatura del horno, la malta resultante es cada vez más oscura. Se puede llegar al punto de quemarla, produciendo «malta negra». El grado de tostado de la malta determina el color de la cerveza. Los demás cereales se pueden utilizar malteándolos previamente, aunque solamente es indispensable hacerlo en el caso de la cebada. Con los demás cereales, el malteado sirve para conseguir aromas diferenciados o efectos técnicos concretos.

#### Mezcla
Mezcla se refiere a la masa de grano que se utilizará para elaborar el mosto. Puede ser de un único tipo de malta o el resultado de una mezcla de maltas, o de maltas y grano crudo. Las proporciones y los componentes de esta mezcla son básicos para determinar el tipo o estilo de cerveza que se quiere producir.

#### Tipo de grano
Los diversos cereales que se utilizan para la cervecería presentan cada uno variedades botánicas que multiplican las posibilidades de elección del elaborador. Actualmente pueden encontrarse en el mercado hasta 60 tipos diferentes, cifra que aumenta considerablemente si tenemos en cuenta el malteo casero. Básicamente los cereales se distinguen en cuatro categorías:
- Malta básica. Maltas claras, poco horneadas con gran poder enzimático, que suelen formar la parte más grande o la totalidad de la mezcla. En concreto estas maltas son llamadas lager, pale o pils, según el fabricante.
- Maltas especiales. Son maltas de color que va de ámbar a negro, muy horneado y con poco o nada de poder enzimático. Suelen ser usados en pequeñas cantidades para incidir sobre el color o el gusto de la cerveza o por algún motivo técnico propio de la elaboración. Hay entonces una gran variedad, entre los que citaríamos las maltas negras, maltas chocolate  o maltas tostadas.
- Maltas mixtas. Estas maltas están más tostadas que las maltas base pero conservan propiedades enzimáticas suficientes al menos para sus propios azúcares, de manera que pueden ser usados como base o como aditivos. En esta categoría encontramos las maltas de color caramelo y ámbar conocidos en Inglaterra como maltas cristal (y derivados) y en Alemania como maltas caramelo. En esta área, existen dos maltas caramelo particulares llamadas Múnich y Viena muy importantes en la cervecería de esos países.
- Cereales crudos, tostados o gelatinizados. Como ya se ha dicho, los cereales pueden ser utilizados sin maltear para añadir variedad en gustos, aromas, textura y otras características a la cerveza. Se suelen utilizar en pequeñas cantidades.
- Nuevas alternativas al proceso de malteo. El proceso de malteo requiere de un gran consumo energético, debido al coste derivado del proceso de germinación y secado. Por ello actualmente han comenzado a desarrollarse técnicas de producción cervecera sin malta. El proceso de malteo es requerido para la producción de ciertas enzimas que favorecen la despolimerización del almidón del grano y proporcionan cierto cuerpo particular a la cerveza. Por eso las nuevas alternativas consisten en añadir directamente las enzimas, desarrolladas mediante bioingeniería, y proceder al macerado del grano virgen. Eso supondría una reducción de la huella de CO2 del proceso cervecero.[23]

La calidad de los cereales, sus variedades, y la calidad del proceso de malteo definen en gran medida la calidad de la cerveza. Las bebidas alcohólicas hechas de la fermentación de azúcares obtenidos de otras fuentes generalmente no se llaman cerveza, a pesar de ser producidas por un proceso similar a la reacción bioquímica de la levadura. Como ejemplos, el zumo de manzana fermentado se llama sidra, el jugo fermentado de la pera se llama perada, y el jugo de uva fermentado se llama vino.

### Aditivos aromáticos

#### Lúpulo

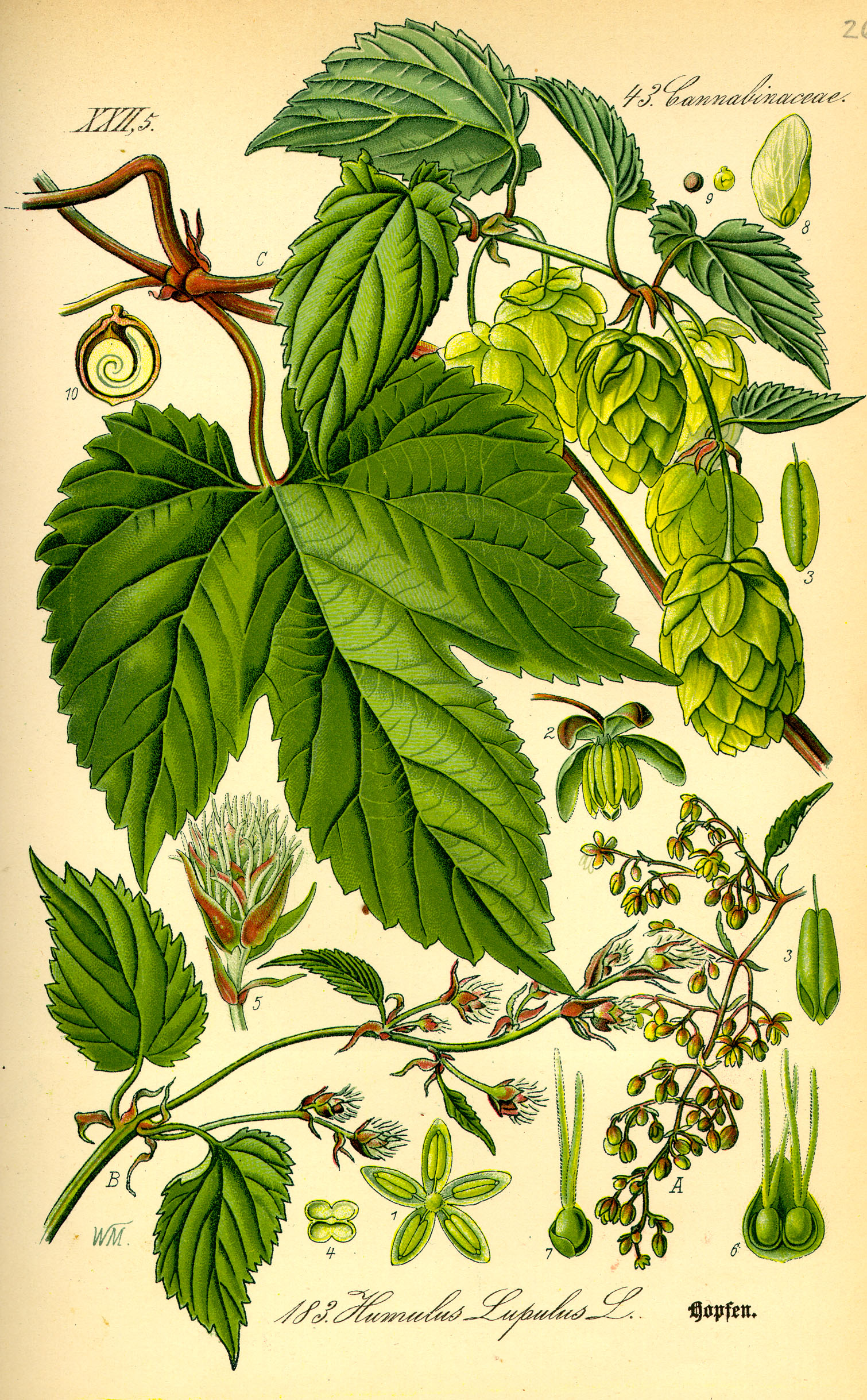
Ilustración del lúpulo.

Actualmente, en la elaboración occidental de la cerveza, el aditivo principal que se utiliza para hacer de contrapeso (de equilibrante si se prefiere) al dulzor de la malta es el lúpulo (Humulus lupulus). De esta planta se utiliza sin fecundar la flor hembra, llamada “cono”, salvo en Inglaterra. Flores masculinas y femeninas crecen en plantas distintas, por lo que es usual suprimir las masculinas, con lo que se obtienen inflorescencias femeninas sin semillas. En Inglaterra, sin embargo, es costumbre tener un lúpulo masculino por cada doscientos femeninos, con lo que los “conos” tienen semillas. Ello parece proporcionar mayor resistencia a las plantas.
En la base de sus bracteolas, hay unas glándulas que contienen la lupulina, que es el ingrediente que aportará a la cerveza su sabor amargo y los aromas propios. Del amargor son responsables los ácidos amargos y los aromas proceden de aceites elementales constituidos en especial por compuestos bastante volátiles y delicados a base de ésteres, y de resinas. Existen numerosas variedades botánicas del lúpulo que son objeto de investigaciones intensas. El lúpulo es la causa de la estimulación del apetito que produce la cerveza. Para su comprensión, también se clasifican en categorías:
- Lúpulos amargos

Estos lúpulos son los que aportan más ácidos amargos que aromas. Los representantes más conocidos de esta categoría son el brewer's gold y el northern brewer o nordbrauer.
- Lúpulos aromáticos

Lógicamente, estos aportan más elementos aromáticos que amargos. En este apartado se conocen especialmente el saaz/zatec que definen el estilo pilsner de cerveza, el spalt y el tettnang en el área alemana, y los golding y fuggler en el área anglófona.
- Lúpulos mixtos, que aportan ambas características juntas aunque menos acentuadas. Esta categoría es muy variable y mal definida. Deberíamos también citar el hallertau y sobre todo sus derivados botánicos, así como el hersbrucker y sus derivados.

El lúpulo es muy delicado, solamente se puede utilizar fresco durante los pocos meses de su cosecha, que coincide con la de la viña: finales de agosto a octubre según las variedades y el sitio. Fuera de este intervalo temporal se tiene que condicionar, de manera que el mercado presenta diversas formas que van desde el lúpulo deshidratado hasta extracto de lúpulo. Lógicamente, en cada manipulación se van perdiendo características y no es lo mismo utilizar un lúpulo fresco o congelado que un aceite de concentrado de lúpulo. El efecto organoléptico sobre la cerveza es muy diferente. La variedad y el frescor del lúpulo influyen muy sensiblemente en la calidad final de la cerveza.
Las formas de uso son en extracto, pellet o en polvo; aunque la forma más habitual es en pellet.
El lúpulo puede adquirirse y usarse en forma de “pellets”, palabra inglesa utilizada en la jerga cervecera, que significa “pildorita”. Las hay de dos clases: para impartir amargor y para impartir aroma. Los pellets tienen la ventaja de evitar la rápida degradación propia de las flores. Las grandes fábricas utilizan extracto de lúpulo, que apenas tiene aroma; pero la gran masa de bebedores no es consciente de ello. También utilizan en ocasiones para dar aroma extractos de esencias de aceites. Tienen el inconveniente de que en mayor o menor cantidad contienen “mirceno”, que también proporciona olor desagradable. Esos extractos se añaden inmediatamente antes del embotellado.

#### Otros ingredientes

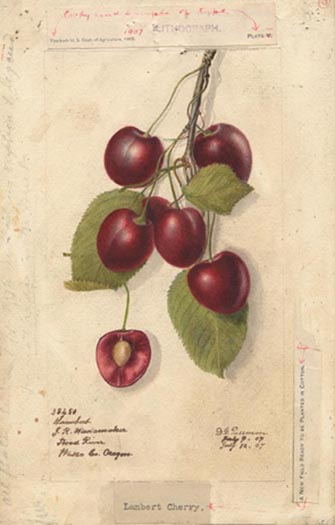
Cerezas (variedad Lambert).

Al margen del lúpulo, la historia recoge numerosos aditivos botánicos. Hoy en día podemos citar los siguientes:
- Frutas. Se suele considerar que fermentando mosto de frutas se obtiene vino. Pero actualmente se describen cervezas que en una operación anterior a la fermentación se les añade fruta, zumo de fruta o jarabe, procediendo así a una adición de azúcares que provocan una segunda fermentación. Los tipos históricos son la cerveza de cereza (kriek) y la de frambuesa (frambozen). Existen otras de creación mucho más recientes, de kiwi, de albaricoque o de plátano, por ejemplo. Estas especialidades son típicas y casi exclusivas del valle del Senne en Bélgica.
- Plantas. Ya se ha comentado el uso del lúpulo, pero además, se describen cervezas aromatizadas aparte de con esta planta o como sustituto con cáñamo, romero, castaña, etcétera. Romero en flor.

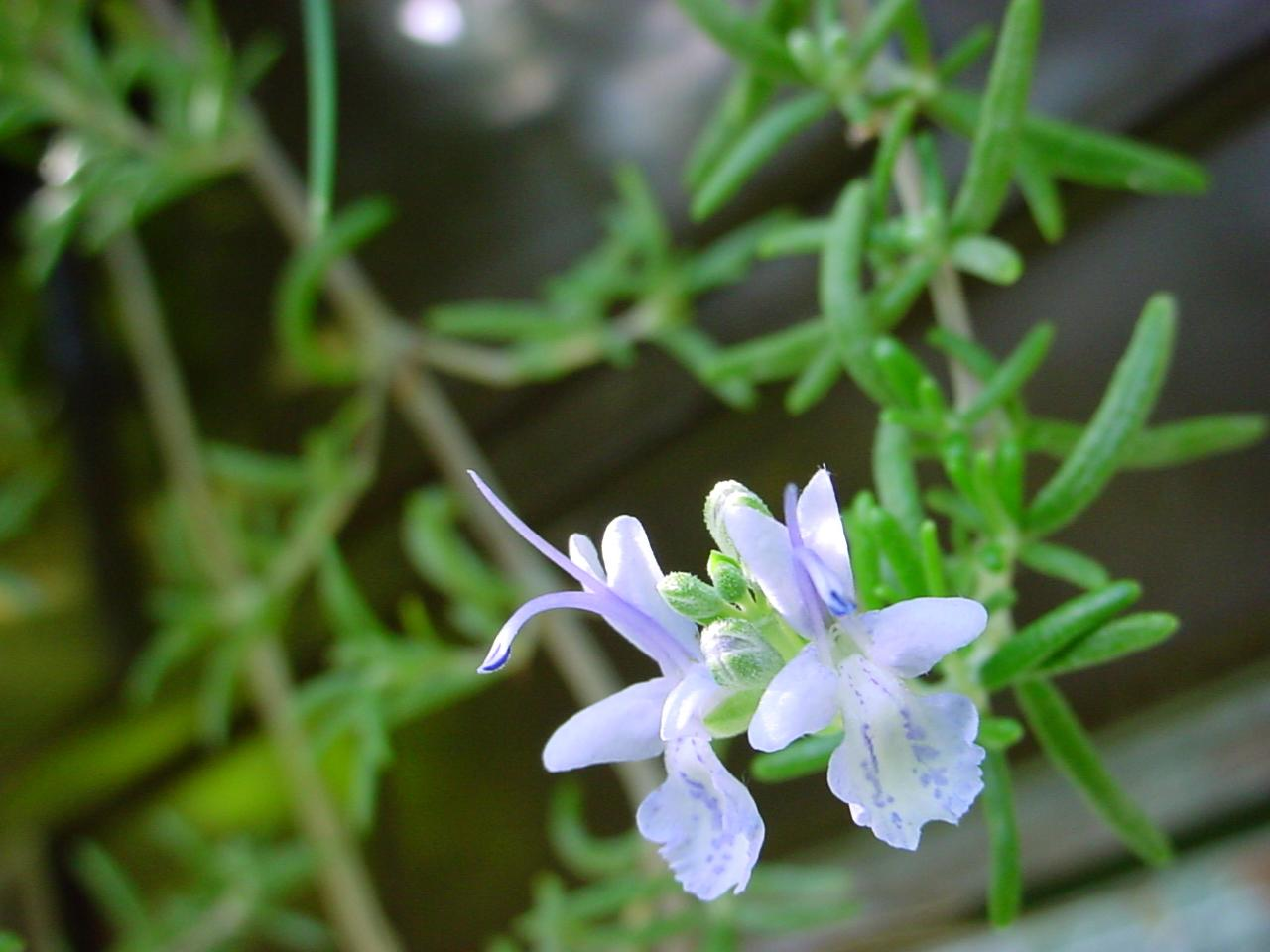
Romero en flor.

- Especias. Antes de la generalización del lúpulo al igual que las plantas, las especias tuvieron su momento de gloria. Aún hoy se hacen cervezas aromatizadas con jengibre, coriandro, peladura de naranja de Curaçao, pimienta, nuez moscada, etcétera.
- Otros. La cerveza puede servir como excipiente o soporte de mezclas más o menos originales ensayadas por los elaboradores más atrevidos. Citemos como ejemplo la cerveza aromatizada con miel bastante de moda en las microcervecerías francesas, o la cerveza aromatizada con vino.

### El agua
Entre el 85 y 92 % de la cerveza es agua.
Aparte de las características bacteriológicas y minerales de potabilidad, cada tipo o estilo de cerveza requerirá una calidad diferente de agua. Algunas requieren de agua de baja mineralización, otras necesitan aguas duras con mucha cal. Actualmente, prácticamente ya no se hacen cervezas tal y como fluyen. Casi todas las cervecerías tratan las aguas de manera que siempre tengan las mismas características para una misma receta de cerveza.
Entre los minerales del agua que más interesan a los cerveceros están el calcio, los sulfatos y los cloruros. El calcio aumenta la extracción tanto de la malta como del lúpulo en la maceración y en la cocción y rebaja el color y la opacidad (o lo turbia que es) de la cerveza. El cobre, el manganeso y el zinc, inhiben la floculación de las levaduras. Los sulfatos refuerzan el amargor y la sequedad del lúpulo. Los cloruros dan una textura más llena y refuerzan la dulzura.
Actualmente, se consumen aproximadamente 3Hl de agua por cada Hl de cerveza producido. Por esta razón, la tendencia es reducir el consumo de agua.

### La levadura
La mayoría de los estilos de cerveza se hacen usando una de las dos especies unicelulares de microorganismos del tipo Saccharomyces comúnmente llamados levaduras, hongos que (como indica su nombre) consumen azúcar y producen alcohol y dióxido de carbono. Existen dos tipos básicos diferentes de levadura que definen los dos grandes grupos estilísticos de cervezas:
- La levadura de fermentación alta es la que se encuentra normalmente en la naturaleza. Taxonómicamente recibe el nombre de Saccharomyces cerevisiae. Se encuentra en los tallos de los cereales y en la boca de los mamíferos. Fue descubierta por Louis Pasteur en 1852 en sus investigaciones sobre la cerveza. Esta variedad actúa a temperaturas de entre 12 y 24 °C y se sitúa en la superficie del mosto. A las cervezas que se consiguen con este tipo de fermentación se les llama de fermentación alta o ales. Existen muchas variantes de esta levadura adaptadas a cada estilo de cerveza. En especial existe una que se suele llamar «levadura Weizen» y que aporta a las cervezas del sur de Alemania su gusto especial.
- La levadura de fermentación baja es una variedad descubierta involuntariamente por los cerveceros del sur de Alemania que sometían sus cervezas a una maduración a bajas temperaturas en las cuevas de los Alpes. Estos hongos, de la especie Saccharomyces uvarum (también denominada S. carlsbergensis)[cita requerida], actúan a temperaturas de entre 7 y 13 °C y se suelen situar en el fondo del fermentador. Las cervezas que se elaboran con esta variedad son las llamadas de fermentación baja o lager.[25]

En la elaboración de la cerveza, especialmente en las llamadas de fermentación espontánea, también pueden intervenir otras levaduras. En estas cervezas el elaborador no selecciona ninguna levadura sino que permite que todas las levaduras en suspensión en el aire se introduzcan en el mosto. Esas levaduras producen una fermentación tumultuosa similar a la del vino, no localizada particularmente ni en la parte alta ni en la baja del recipiente. Se instalan, aparte del Saccharomyces, más de 50 fermentadores diferentes entre los cuales hay que citar el Lactobacillus (es una bacteria), que produce el ácido láctico, y el Brettanomyces, que produce el ácido acético. Estas cervezas son pues ácidas por definición, y su elaboración requiere procedimientos especiales destinados a rebajar la acidez.

## Elaboración
La elaboración de cerveza se divide a grandes rasgos en dos procesos principales: el primero corresponde a la conversión del almidón de un cereal en azúcares fermentables por acción de las enzimas que se encuentran en la malta y la posterior fermentación alcohólica de los mismos por la acción de la levadura. Este método, aunque tiene como principal objetivo la producción de cerveza, es muy similar al empleado en la elaboración de bebidas tales como el sake, el hidromiel y el vino. La elaboración de la cerveza tiene una muy larga historia, y las evidencias históricas dicen que ya era empleada por los antiguos egipcios. Algunas recetas antiguas para la elaboración de cerveza, proceden de escritos sumerios. La industria de cerveza es parte de las actividades de la economía de Occidente.
Los seis ingredientes básicos que por regla general intervienen en la elaboración de la cerveza son:
- Malta: constituye uno de los elementos iniciales de la elaboración de la cerveza, constituida principalmente por semillas de cebada[27] que han germinado durante un período limitado, hasta que han brotado a unos dos o tres centímetros y posteriormente son retirados y desecados. La elaboración de la cerveza se puede hacer con cualquier cereal que se «maltea» (es decir cualquier semilla que posea almidón y sea susceptible de germinar); la cebada posee entre un 60-65 % de almidón. El objetivo de este paso es la producción de amilasa que será utilizada para descomponer el almidón.
- Agua: otro elemento principal, interviene no solo en los momentos iniciales de mezclado con la malta, sino que en algunos de los filtrados posteriores, introduce un sabor característico (es famoso el dicho que dice que una pilsener de Dortmund sabe diferente de una de Múnich). Entre el 85 y 92 % de la cerveza es agua.
- Lúpulo: El Humulus lupulus es un ingrediente relativamente moderno en la cerveza, se trata de una planta trepadora de la familia del cannabis que, además de proporcionar un sabor amargo característico, es la encargada de estabilizar la espuma. Los lúpulos son responsables de los aromas y los sabores florales de algunos tipos de cerveza, especialmente las de los Estados Unidos e Inglaterra. De esta planta se utiliza la flor hembra sin fecundar. Este ingrediente posee muchas propiedades medicinales, entre ellas las tranquilizantes.[28] Otros de los fundamentos de la adición a la malta es el frenado de los procesos enzimáticos tras el primer filtrado.
- Levadura: se denomina así a los organismos unicelulares (de tamaño 5 a 10 micras) que transforman mediante fermentación los glúcidos y los aminoácidos de los cereales en alcohol etílico y dióxido de carbono (CO2). Existen dos tipos de fermentación: la fermentación alta, que corresponden a las levaduras flotantes (Saccharomyces cerevisiae), que genera la cerveza Ale y la fermentación baja que corresponde a las levaduras que se van al fondo durante la fermentación Saccharomyces carlsbergensis o Saccharomyces uvarum que sirve para la elaboración de la cerveza Lager. La fermentación alta resulta en sabores afrutados y otras características atípicas de las lagers, debido a la producción de ésteres y otros subproductos de fermentación.
- Grits: son añadidos que hacen más estable la elaboración, generalmente otro tipo de cereales, tales como trigo, avena, maíz e incluso centeno. Además de la estabilización de espuma, estos cereales añaden distintos sabores a la cerveza y aumentan la percibida 'densidad' de la bebida misma.
- Azúcar: A veces, el azúcar se añade durante la fase de ebullición para aumentar la cantidad de alcohol en el producto final o incluso para diluirlo.

### Etapas
- Mezcla de grano. Esta etapa consiste en la mezcla en seco de los diversos granos -malteados o no- que intervienen en la receta. La proporción de los constituyentes define el perfil del grano, el color y la transparencia de la cerveza.
- Inicio de maceración. Se tira el grano al agua a una temperatura de 67 °C.
- Maceración. Es necesario someter la mezcla anterior a una serie de operaciones destinadas a activar diversas enzimas que reducen las cadenas largas de azúcares en otras más simples y fermentables. Principalmente, se trata de hacer que la mezcla pase por diversas etapas más o menos largas de temperatura, porque cada etapa es óptima para enzimas diferentes.
- Final de maceración. Cuando el elaborador considera que la mezcla contiene todos los elementos necesarios para su receta, detiene todas las operaciones químicas y lleva dicha mezcla a la temperatura de 82 °C, lo que destruye todas las enzimas.
- Filtrado. Es preciso retirar el grano de la mezcla. Esto se hace por filtraje. El resultado es por un lado el mosto, un líquido que contiene todo aquello que el elaborador ha extraído del grano y que se encuentra disuelto en agua, y de otro el grano sobrante o bagazo que normalmente se utiliza en alimentación animal.
- Cocción y adiciones de lúpulo. El elaborador somete el mosto a una cocción de entre un cuarto de hora y dos horas. Esta cocción sirve principalmente para destruir todos los microorganismos que hayan podido introducirse en el mosto. Tiene también otras funciones técnicas como ahora el control del pH del mosto, etcétera. Durante esta etapa se introducen los lúpulos. Los que aportan principalmente amargor se añaden al principio mientras que los aromáticos entran al final de la etapa, ya que sus principios son volátiles. Acabada esta operación, se procede a retirar los restos de lúpulo. En este momento, el mosto es un caldo de cultivo que podría infectarse rápidamente.
- Refrigeración. Al no poderse inocular la levadura a temperaturas más altas que 35 °C, y para evitar que cualquier otro microorganismo entre en el mosto, se enfría lo más rápidamente posible.
- Inoculación de la levadura. El elaborador introduce el cultivo de la levadura que él mismo ha desarrollado o que ha obtenido en un banco de levadura.
- Fermentación. La levadura primero se reproduce muy activamente consumiendo el oxígeno contenido en el mosto. Es la etapa espectacular en la que se puede ver una gran cantidad de espuma y un importante burbujeo. Cuando se acaba el oxígeno, la levadura empieza a consumir el azúcar y lo transforma en alcohol y anhídrido carbónico. Estas etapas pueden durar entre una y tres semanas. Al final de este tiempo las cervezas Lager (de baja fermentación) industriales son filtradas, pasteurizadas, envasadas con un añadido de CO2 y distribuidas.
  - Segundas fermentaciones. Las cervezas más artesanas son envasadas con adiciones de azúcar (o de mosto) y de levadura fresca. Esto provoca una segunda fermentación en la botella, responsable de la efervescencia de la cerveza.
- Maduración. Normalmente, las mejores cervezas reciben un tiempo prudencial de maduración en ambientes controlados para favorecer la segunda fermentación y el desarrollo adecuado de gustos y aromas. El tiempo de maduración puede ir de dos semanas a tres meses. Algunos tipos de cerveza ya hechos para ser madurados durante mucho tiempo pueden ser sometidos a maduraciones de hasta tres años.

## Clasificación
Existen diversos criterios de clasificación de las cervezas. Las diversas asociaciones y los expertos se pusieron de acuerdo en los años 1970 para elaborar una clasificación de las cervezas basadas en estos criterios y en las descripciones de los propios elaboradores.

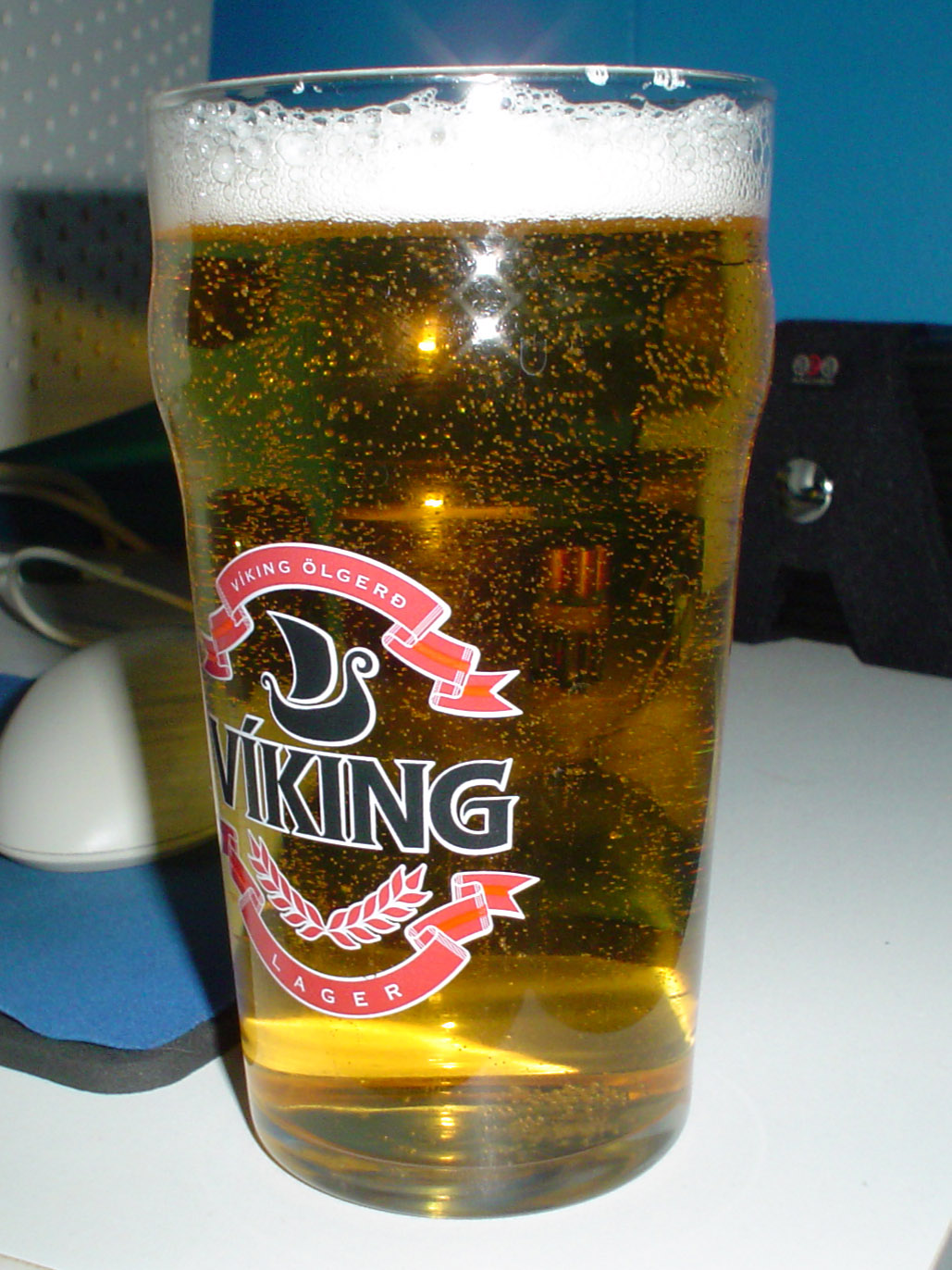
Cerveza lager en un vaso Víking (una marca islandesa).

### Ingredientes
Habitualmente se suele indicar con qué grano se ha elaborado la cerveza cuando no ha sido elaborada exclusivamente con malta de cebada: cerveza de trigo, de avena, etcétera. En la mayoría de los casos se trata de una mezcla de malta de cebada y del grano indicado. No se suele indicar con qué lúpulo está hecha la cerveza, pero existe un estilo particular que se define por el uso de uno en particular: se trata de la cerveza Pils o Pilsener, que originalmente tenía que hacerse con cebadas de Moravia y lúpulos de Žatec (o Saaz) de Bohemia. También se pueden llamar Pils a algunas imitaciones históricas alemanas elaboradas con cebadas y lúpulos muy parecidos a la Pils original.

### Aspecto
Muchas cervezas reciben el distintivo de su color: cerveza ámbar, roja, rubia, negra. Otras vienen definidas por su transparencia: cervezas turbias o translúcidas. Normalmente, la translucidez de una cerveza puede ser debida a las proteínas en suspensión, procedentes del grano (menos de cebada), o bien puede ser debida al hecho de ser poco o no haber sido filtrada y llevar levadura en suspensión. Las cervezas negras son llamadas así por el uso que se hace en la receta de maltas tostadas o quemadas. Algunas cervezas negras especialmente robustas son nombradas normalmente stout («robusto» en inglés).

### Procedimientos
Algunas cervezas se definen por algún procedimiento particular: la Rauchbier (cerveza ahumada) está hecha con maltas que se han tostado dejando que el humo de la leña impregne en grano. La Dampfbier o Steambeer vienen definidas por el uso de maquinaria de vapor en su elaboración. No son exactamente estilos pero se definen de esta forma. Algunas cervezas de Alemania, en invierno, eran servidas calientes y además se solía mojar una barrita de hierro (Stachel) al rojo para aumentar la temperatura y caramelizar algunos azúcares: Stachelbier. Este procedimiento también se ha descrito en Irlanda. La Steinbier es una especialidad en la que se calienta el mosto lanzándole piedras (Stein) muy calientes.

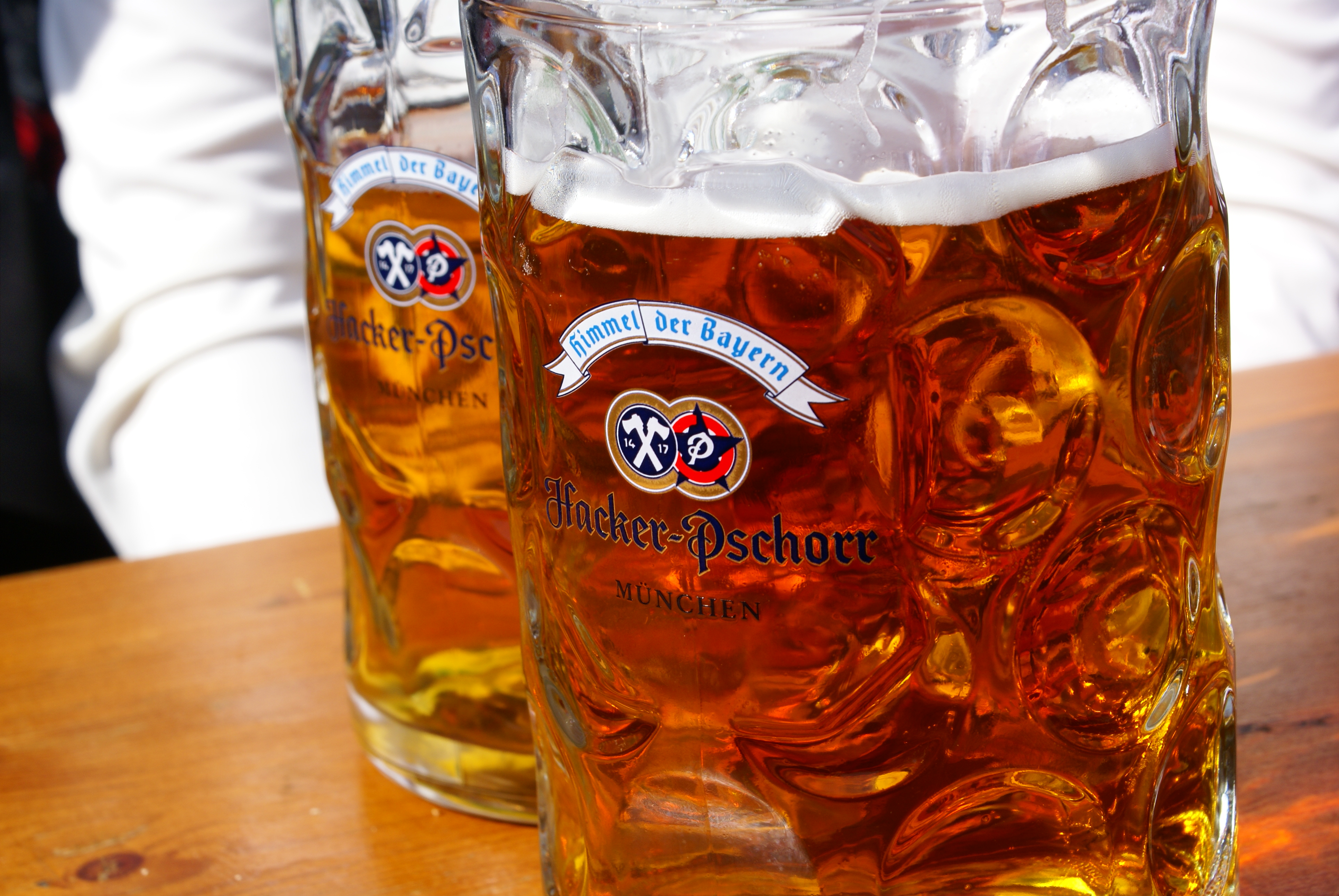
Cerveza Hacker Pschorr, Oktoberfest de Múnich de 2007.

### Procedencia o denominación de origen
Muchas cervezas se definen por su lugar de origen o por una denominación de origen controlada. Es preciso hablar en especial de las cervezas de abadía, que suelen recibir su nombre y su denominación por su relación, no siempre evidente ni directa con algún cenobio. El ejemplo más conocido es el de las cervezas Trappistes dependientes exclusivamente de monasterios de este orden. Estas cervezas suelen ser densas y con un notable contenido en alcohol. Existen dos denominaciones de origen: la bière de garde del Norte de Francia, y la Kölsch que solo se puede elaborar en Colonia. También son muy características las cervezas regionales, como lo son las cervezas alemanas o las cervezas artesanales belgas (la Bush, La Binchoise, la De Coninck, etc.).
Sin embargo, a diferencia de lo que sucede con el vino, la comercialización de las cervezas no está basada en un sistema de “denominaciones de origen”, a las que se asigna una “región determinada” que es la única en la que se permite fabricar el correspondiente producto y la única que tiene derecho a usar esa “denominación de origen”. Las cervezas adoptan por nombre marcas comerciales registradas en los usuales registros de patentes y marcas. Muchas marcas de cerveza son famosas. Una gran fábrica encarga en distintos países la elaboración de una misma cerveza, sobre la base de exigirles una muy concreta receta. La producción no está ligada a una “región determinada”. El consumidor bebe “la misma cerveza” independientemente de que esté elaborada en Japón, en España o en Burdeos.

### Graduación
Esta es la clasificación más sencilla. Según el tipo de fermentación las cervezas se dividen en dos grandes grupos, lager de baja fermentación, y ale las de alta fermentación, en las que se incluyen también las de fermentación espontánea.
No obstante, se trata de una división demasiado genérica, por lo que normalmente se denominan lager las cervezas que no tienen ninguna otra característica especial. Por lo general, las cervezas lager son ligeras, claras, con bastante gas y una graduación moderada. También suelen ser muy refrescantes. Las ale, en cambio, son menos habituales, al menos en el mediterráneo, aunque en Reino Unido y el centro de Europa son las más populares. Se trata de cervezas más oscuras, espesas y con poco gas. Suelen tener mayor graduación y un sabor mucho más intenso, en el que se nota más el cereal. El nombre ale suele aplicarse únicamente a las cervezas inglesas, mientras que el resto suelen adoptar su denominación en función de otras propiedades.

## Evolución y ampliación histórica

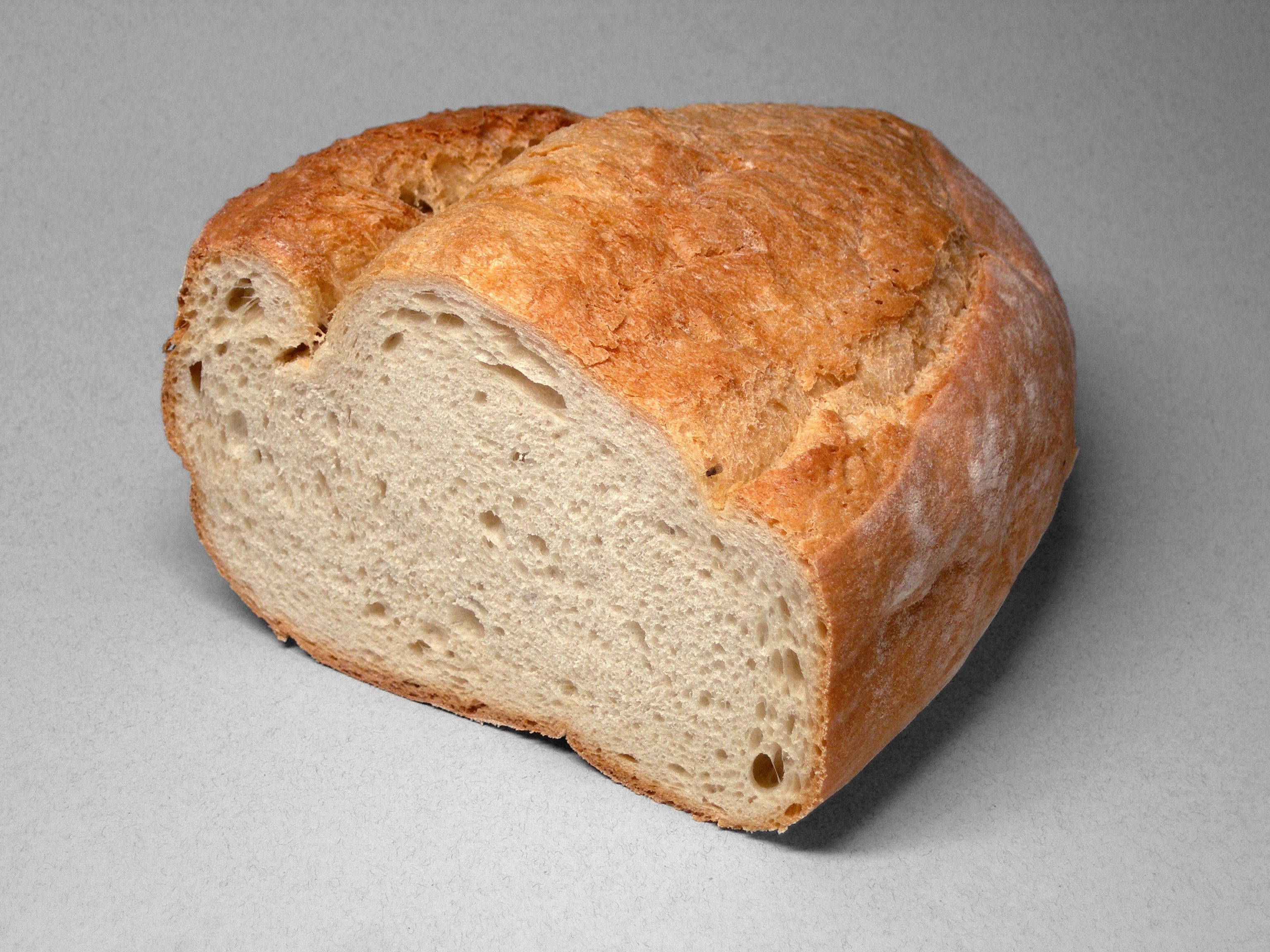
Pan.

### La invención: cerveza y pan
El ser humano comenzó a cultivar los cereales entre el milenio XI a. C. y el milenio VII a. C. en la zona de Mesopotamia. Es entonces bastante probable que tanto el pan como la cerveza fuesen descubiertas al mismo tiempo (véase: Historia del pan). Solo es una cuestión de proporciones: si se ponía más harina que agua y se dejaba fermentar, se obtenía pan; si se invertía la proporción poniendo más agua que harina y se dejaba fermentar, se conseguía cerveza. Los rastros más antiguos que atestiguan la existencia de panificación y de cervecería aparecen en Mesopotamia, pero sería ocioso buscar una filiación con procedimientos idénticos descubiertos en el resto de Europa. Dadas las circunstancias climáticas que se estaban dando tras la recesión de la última glaciación conocida en la parte de la cuenca mediterránea así como en la desembocadura del Éufrates, el delta del Nilo y otros lugares, tendemos a creer que la cerveza se descubrió o inventó en muchos lugares del Mediterráneo y de Europa de forma bastante simultánea.[cita requerida]

### Cerveza como alimento
Originalmente es preciso concebir la cerveza como un alimento que ofrecía dos ventajas básicas. En primer lugar, permitía un uso más comedido de un ingrediente no muy fácil de cultivar al principio. En efecto, era más fácil hacer mucha cerveza con un poco de grano que mucho pan con la misma cantidad de grano. De hecho, muchas cervezas se hicieron remojando panes fermentados, cocidos en agua y dejando fermentar la mezcla. La cerveza se chupaba con cañas para evitar encontrarse con grumos de pan. En segundo lugar, la fermentación producía alcohol y desinfectaba el agua ofreciendo así una bebida limpia de contaminación bacteriana. No en vano, en sitios como la República Checa o Baviera, se llama a la cerveza hasta hoy «pan líquido».

### Cerveza sagrada
El fenómeno de la fermentación era concebido como un acto procedente de las divinidades con fuerte carácter mágico. Así fue como la cerveza fue concebida como bebida sagrada y placiente a los dioses. Y no son raros los textos en los que se describe una ofrenda en la que figura la cerveza como alimento sagrado.

### Cerveza vulgar
Cuando la cerveza se produjo en grandes cantidades, también bajó sensiblemente su calidad. Así es como en muchos lugares del Mediterráneo clásico apareció la cerveza como bebida de taberna. El único lugar donde parece que la cerveza no tuvo mucho papel fue en la antigua Grecia, donde dominaba el vino. Por todo el resto de la cuenca, la cerveza fue la bebida popular y a la vez sagrada. En concreto, en Roma, en los bajos fondos, se consumía en cantidades ingentes. Y para elaborarla se tuvieron que arrancar viñas, lo que creó un importante conflicto con los adeptos del vino.

### Los ingredientes

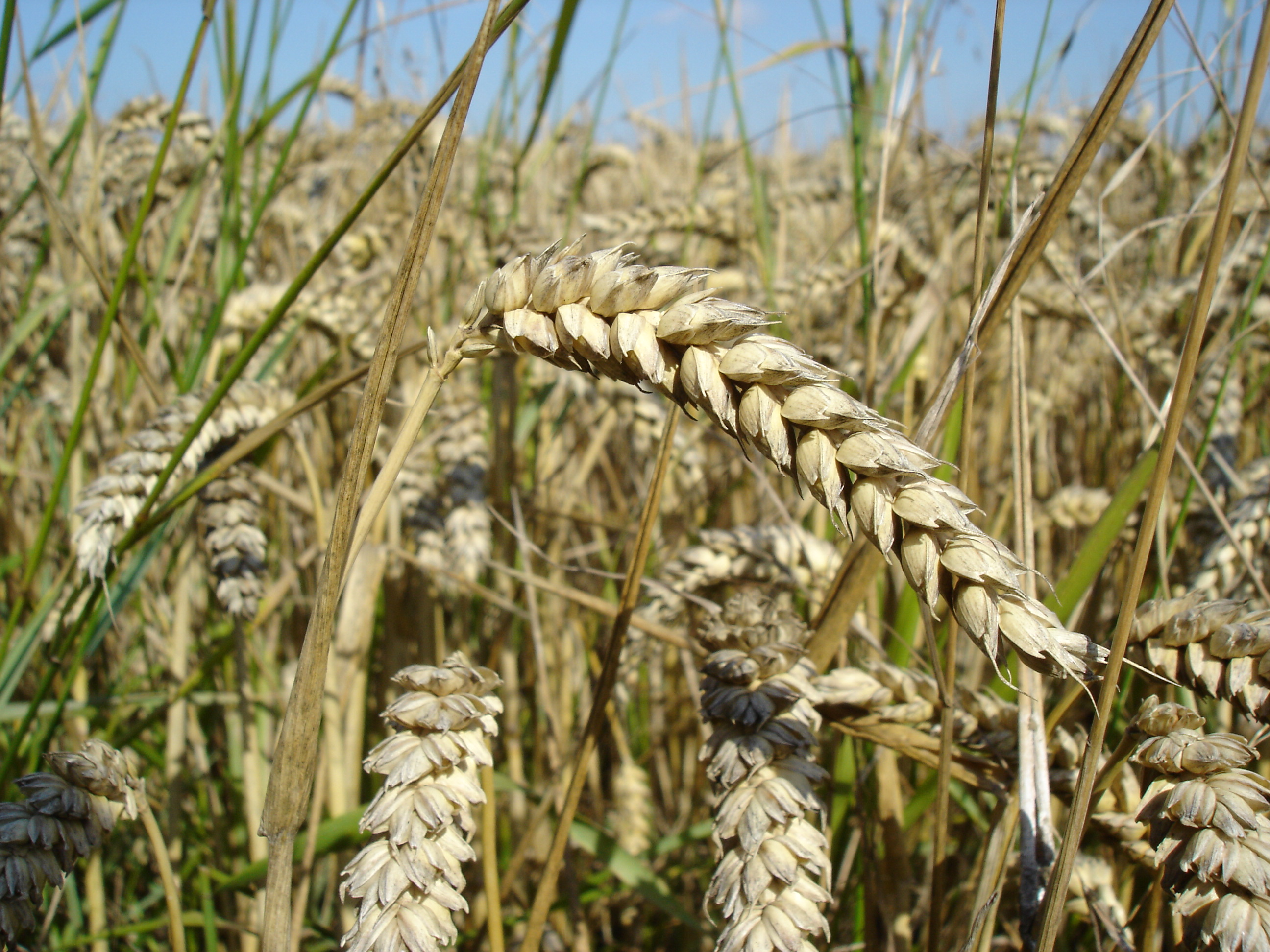
Plantación de trigo.

Originalmente, las cervezas se solían hacer con un cereal antecesor del trigo llamado espelta. Pero rápidamente se impusieron el trigo y la cebada en la cervecería. El trigo, más agradable en su forma sólida, fue reservado a la panificación y la cebada destinada a la cerveza. Curiosamente, ya en épocas muy remotas, la cebada no se servía cruda. Se hacían unos panes, cocidos a diferentes niveles y que se conservaban muy bien. Para hacer la cerveza, se hacía trocitos el pan y se mezclaba con agua. Después de calentar y cocer la mezcla, se dejaba fermentar unos días. Existen muchos testimonios gráficos y documentales en la región de Mesopotamia que describen cómo los consumidores usaban una caña para beber la cerveza sin encontrarse con los trozos de pan. Los egipcios comenzaron su cervecería con panes como los sumerios, pero parece ser que fueron los inventores del malteo. Y tanto en la Mesopotamia como en Egipto, se hicieron grandes cantidades de cerveza de muchos tipos diferentes identificados por su color, cosa que indica que ya controlaban el grado de torrefacción de los panes o del grano.

### Importancia social
La cerveza tuvo una gran importancia social hasta hace poco. La nutrición de un babilonio era constituida principalmente de cerveza, grano, frutas, verdura y cebolla, dieta poco diferente de la mayoría de la gente modesta de la antigüedad. Muchos salarios se cobraban en grano o directamente en cerveza. La gente con más poder adquisitivo no cambió el consumo aunque lo sofisticó: filtraban la cerveza, haciéndola más densa (más cara). Hasta se describe cómo los pobres bebían cerveza con cañitas del río, mientras que los ricos disponían de tubos en oro para hacer el mismo servicio. Otro indicio de la importancia social de la cerveza consiste en el hecho que en aquellos países, los elaboradores de cerveza no tenían la obligación de participar en guerras. En cambio eran obligados a seguir a los ejércitos con tal de asegurarles el avituallamiento de cerveza. Como era un alimento de primera necesidad, la cerveza, a lo largo de la historia, fue objeto de codicias diversas por parte de la gente poderosa que hizo en algún caso un monopolio. También cargó el comercio con importantes impuestos o bien se establecieron leyes de uso exclusivo de algún cereal para favorecer un monopolio de dicho cereal. Se describen algunos enfrentamientos y revueltas en diversos momentos y en diversos lugares cuando esta presión se reveló insoportable.

### Contribución a la salud
La cerveza posee un alto contenido en vitaminas, sales minerales, proteínas, fibras, micro nutrientes y carbohidratos. Según un estudio realizado en la Universidad de Cardiff (Reino Unido), la cerveza incrementa el colesterol «bueno», mejora la coagulación de la sangre, tiene un alto valor nutricional y favorece la digestión.
El consumo moderado de bebidas fermentadas, como la cerveza, puede formar parte de una alimentación saludable como la Dieta Mediterránea actual, por las propiedades que les confieren su baja graduación y las materias primas con las que están elaboradas. Por este motivo, la Sociedad Española de Nutrición Comunitaria (SENC), incluye en la Pirámide de la Alimentación Saludable —principal referencia en materia nutricional en España— las bebidas fermentadas (cerveza, vino, cava o sidra) de forma opcional y moderada en la dieta de adultos sanos.

### Cerveza monacal, cerveza laica
Al norte del Pirineo, la Edad Media fue la edad de oro de la cerveza, y producirla fue un negocio favorable que extendió la práctica hasta incluso los frailes. Pronto, se estableció un conflicto de intereses entre los elaboradores laicos que tenían que pagar impuestos de todo tipo y los elaboradores monacales que disponían de materia prima en grandes cantidades y en condiciones muy ventajosas gracias a exenciones fiscales diversas, un caso flagrante de competencia desleal. Hacia el siglo XV, los elaboradores laicos tuvieron que inventarse un nuevo tipo de cerveza, más barata, que les permitiese sobrevivir a pesar de la competencia de los frailes. Aquí radica la diferencia histórica entre la cerevisia de los frailes, más densa, más aromatizada, y más cara, y la bier/beer/bière de los laicos, menos alimenticia, más refrescante y barata, aromatizada simplemente con lúpulo.

### Leyes sanitarias y comerciales
La historia de la cerveza se puede también analizar según el ángulo de la sanidad. En efecto, ya se ha hablado de que la presencia de alcohol permite desde siempre el consumo de una bebida sin algunas bacterias corrientes como la salmonela y otros. Pero también desde muy antes, los elaboradores han añadido numerosas cosas en la cerveza. Están documentadas incluso exageraciones como el hígado de ternera. Tanto es así que desde el siglo XIV, aparecen en Alemania e Inglaterra leyes para regular aquello que se añadía a la cerveza. La culminación de todas estas leyes es la ley de pureza bávara (Reinheitsgebot) dictada por el duque Guillermo IV de Baviera el día de San Jorge de 1516. En ella el rey determinaba que la cerveza solamente podía hacerse con agua, malta de cebada y lúpulo. Esta ley hizo desaparecer muchas recetas particulares de cerveza de los territorios donde se aplicó, especialmente de las especialidades en las que era preciso añadir algún azúcar o variar los aromatizantes botánicos. En otros países, las leyes no fueron tan estrictas y se permitieron conservar recetas en las que figuraban algunos aditivos. La ley de pureza también contribuyó notablemente a aumentar la fortuna del rey, que tenía el monopolio de la producción de cebada.

### Cerveza transparente

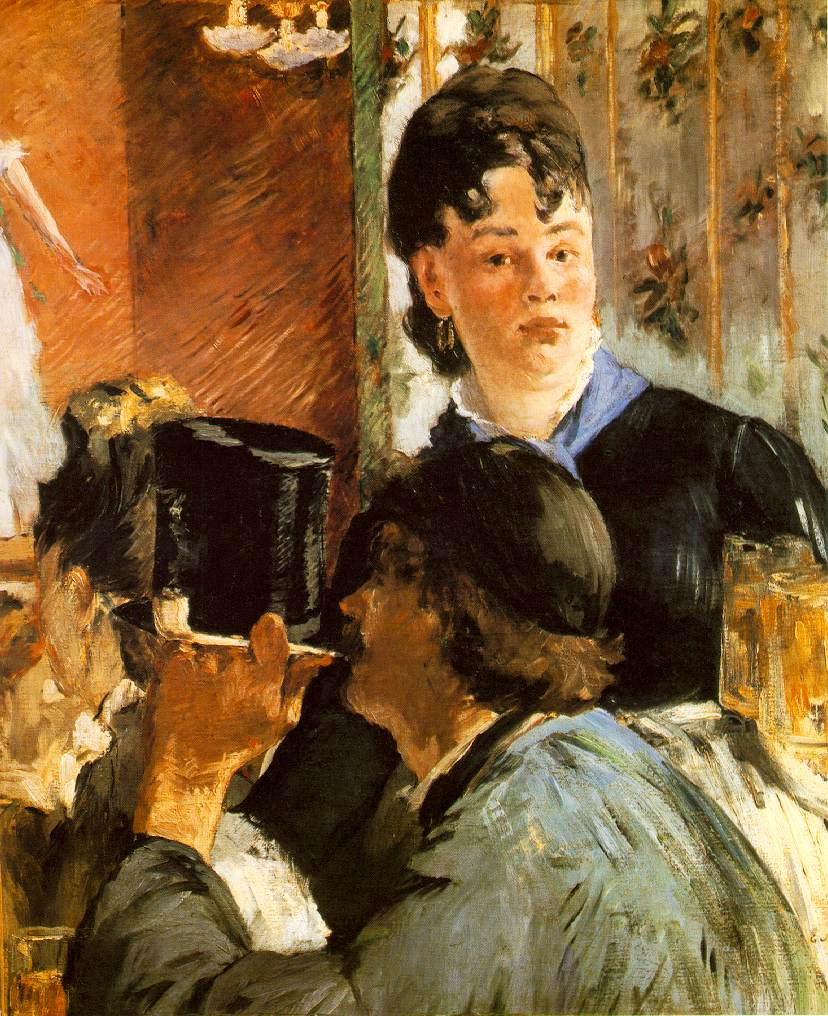
La camarera (1878-1879), de Manet. Museo de Orsay.

Durante el siglo XIX los cerveceros checos y alemanes inventaron y desarrollaron una cerveza que tenía que tener buen aspecto, pues se empezaba a expandir el uso de los recipientes transparentes. Se inventaron formas diversas y más eficaces de filtrar la cerveza y la hicieron más clara. Una forma de clarificar las bebidas era la de alargar considerablemente la maduración a bajas temperaturas. Así apareció la cerveza Lager (en alemán, «almacén, bodega») y la propia levadura de baja fermentación que fue identificada posteriori. Actualmente, la mayoría de las cervezas industriales están hechas según este sistema. Dentro de la categoría de las cervezas Lager, las Pils, originarias de la localidad checa de Pilsen, están hechas con maltas de Moravia y, sobre todo, lúpulo (Hopfen, en alemán).

### Elaboración industrial
Precisamente desde finales del siglo XIX la historia de la cerveza se confunde con el desarrollo de métodos que permitían la elaboración masiva de la cerveza, en detrimento muchas veces de los criterios de calidad. Hasta bien entrados los años 1970, fueron desapareciendo grandes cantidades de recetas y se fue uniformizando mundialmente la producción, principalmente de cervezas lager de calidad mediana a baja, al mismo tiempo que se hacen y se consumen cada vez cantidades más grandes. Aun así, algunas asociaciones de productores y consumidores especialmente ingleses, alemanes y americanos siguen exigiendo cervezas de calidad.

### Elaboración casera
Precisamente en los años 1940, se puede decir que vuelve a aparecer la idea de producir cerveza casera. De hecho, el 80 % de todas las cervezas históricas son caseras o artesanales. Las mujeres europeas fueron excelentes cerveceras pero, como se ha dicho, la costumbre de hacer cerveza casera desapareció, y volvió a brotar por el interés que tuvieron los elaboradores caseros americanos para reproducir las cervezas tradicionales europeas. Hasta el punto que importantes productores de talla mediana han apostado por producir cervezas históricas y por resucitar recetas perdidas. Las asociaciones de elaboradores y consumidores desarrollaron (o propiciaron) también la degustación y la apreciación científica o profesional de la cerveza. Esta corriente pasó de nuevo el Atlántico para llegar en los años 1980 primero a Inglaterra y después al resto de países de Europa.
En la actualidad existen diversos manuales y textos para la elaboración casera de cerveza.

## Economía
La cerveza no tuvo una producción en masa hasta finales del siglo XVIII, sin adquirir una relativa importancia hasta mediados del XIX. Hasta 1914 los primeros productores fueron Alemania y Gran Bretaña, a partir de entonces el primer productor fue Estados Unidos. En el período de entreguerras la producción mundial alcanzó los 250 millones de hectolitros, siendo la Unión Soviética uno de los principales productores.
España es una potencia productora de cerveza, es el cuarto productor de cerveza de la Unión Europea, por detrás de Alemania, Reino Unido y Polonia, con una producción de 33 millones de hectolitros en 2012 y un consumo per cápita de 47,5 litros por persona y año. A nivel mundial, se sitúa en décima posición. En 2011, último año del que se tienen datos oficiales, la facturación por venta de cerveza en España fue de casi tres mil millones de euros. En México, a partir del siglo XXI, comenzó el auge de la «cerveza artesanal». Tijuana, fue considerada como «la capital de la cerveza artesanal en México», debido a la gran cantidad de reconocimientos en premios internacionales.

## Producción mundial
Datos disponibles de la producción mundial de cerveza de cebada en 2018, en millones de toneladas por año:
| Puesto | País            | Millones de toneladas |
| ------ | --------------- | --------------------- |
| 1      | China           | 38,12                 |
| 2      | Estados Unidos  | 21,44                 |
| 3      | Brasil          | 15,31                 |
| 4      | México          | 11,97                 |
| 5      | Alemania        | 8,65                  |
| 6      | Rusia           | 7,76                  |
| 7      | Vietnam         | 4,30                  |
| 8      | Reino Unido     | 4,15                  |
| 9      | Polonia         | 4,14                  |
| 10     | España          | 3,83                  |
| 11     | Sudáfrica       | 3,13                  |
| 12     | Japón           | 2,91                  |
| 13     | Países Bajos    | 2,47                  |
| 14     | Colombia        | 2,27                  |
| 15     | Francia         | 2,23                  |
| 16     | Filipinas       | 2,22                  |
| 17     | Canadá          | 2,16                  |
| 18     | República Checa | 2,12                  |
| 19     | Bélgica         | 2,10                  |
| 20     | Corea del Sur   | 2,00                  |
| 21     | Tailandia       | 1,92                  |
| 22     | Argentina       | 1,91                  |

## Tipos de cerveza

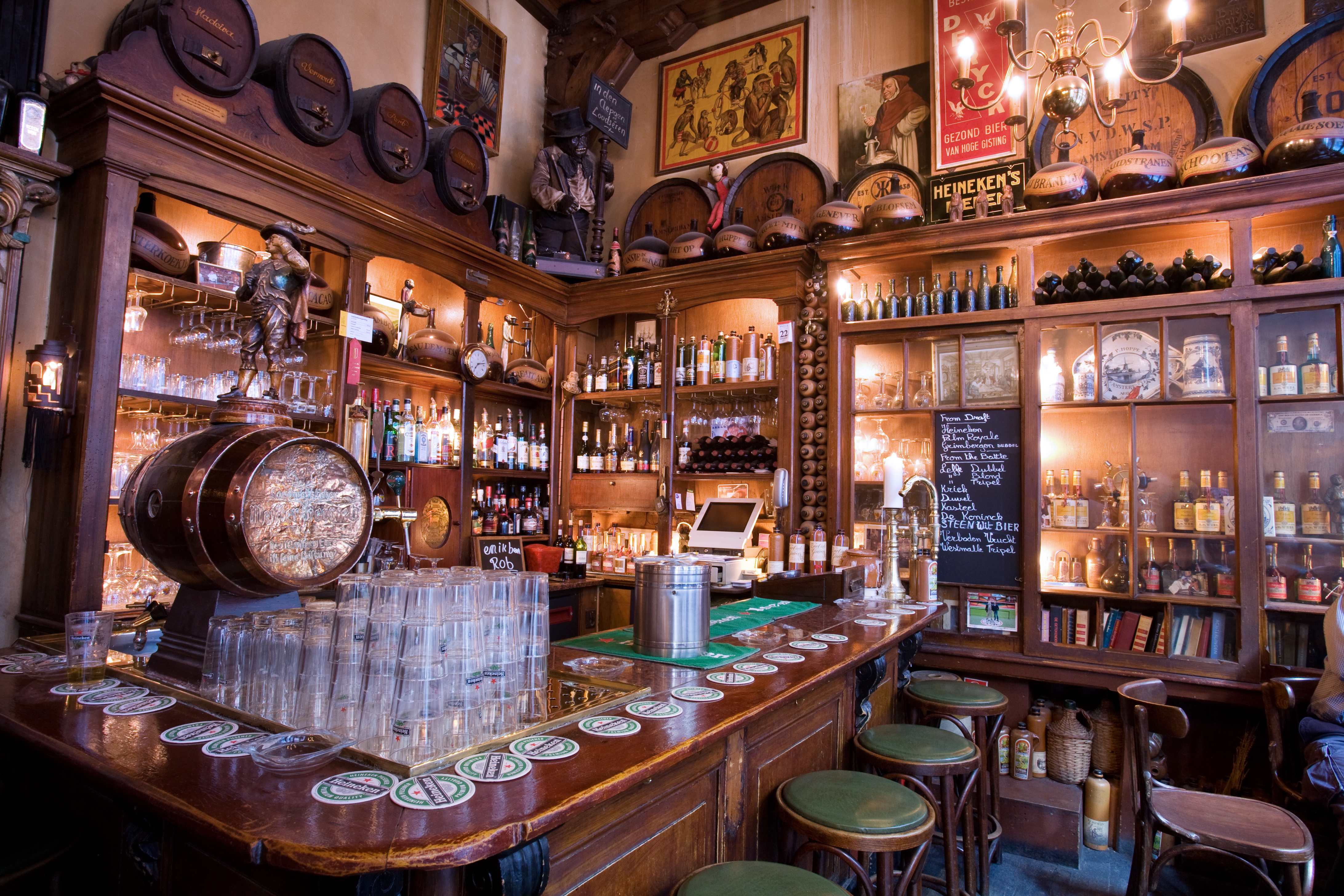
Cervecería en Ámsterdam.

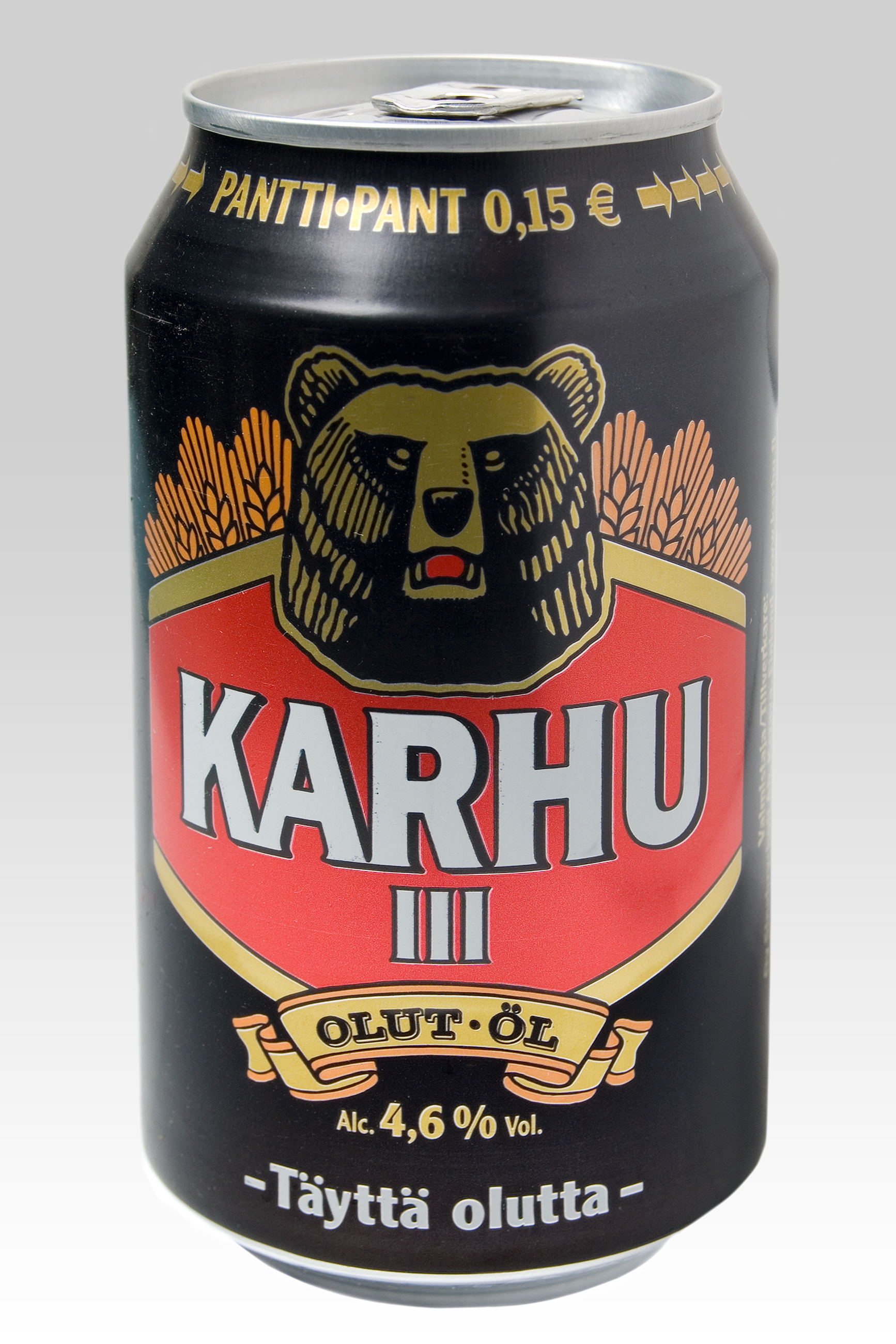
Karhu (que significa oso), una cerveza lager pálida finlandesa en lata de 33 cl.

Los principales estilos de cerveza son:
Fermentación baja, también conocidas como lager
- Bock
- Dunkel
- Helles
- Kellerbier
- Export (Dortmunder)
- Pilsener (Pils)
- Lager
- Schwarzbier
- Vienna

Fermentación alta, también conocidas como ale
- Estilo alemán (Véase Cerveza de Alemania)
  - Altbier
  - Kellerweizen (como St. ERHARD de Bamberg)
  - Kölsch (de Colonia)
  - Rauchbier (ahumada)
  - Steinbier
  - Weizenbier o Weissbier (de trigo)

- Estilo argentino
  - Dorada Pampeana

- Estilo belga
  - Cerveza de abadía Bière d'abbaye.
  - Cerveza afrutada Bière aux fruits.
  - Cerveza ambrée (Dorada)
  - Cerveza blanca o de trigo Bière blanche.
  - Cerveza rubia Bière blonde.
  - Cerveza brune (Negra)
  - Cerveza doble Bière double. (de doble fermentación)
  - Cerveza épicée (con especias)
  - Cerveza rubia fuerte Bière blonde forte.
  - Cerveza roja (de fermentación mixta)
  - Cerveza de saison (de temporada)
  - Cerveza scotch (de estilo escocés)
  - Cerveza pils belga
  - Cerveza trapista Bière trappiste. (hecha por monjes trapenses)
  - Cerveza triple Bière tripel. (de triple fermentación)
  - Cerveza Vieille brune (oscura añeja, más bien fermentación mixta entre alta y espontánea)

- Estilo italiano
  - Cerveza de estilo toscano Tuscany stile.

- Estilo británico
  - Barley Wine (Vino de cebada)
  - Bitter
  - Brown Ale
  - India Pale Ale
  - Mild
  - Old Ale
  - Pale Ale
  - Porter (cerveza)
  - Scottish Ale

- Estilo irlandés
  - Stout
  - Irish Ale
  - Mild
  - Gold Ale

- Estilo peruano
  - Cerveza de quinua
  - Cerveza de coca
  - Cerveza de maíz morado
  - Cerveza de frutas nativas

Fermentación espontánea
- Lambic
- Kriek
- Geuze
- Lambic aux fruits

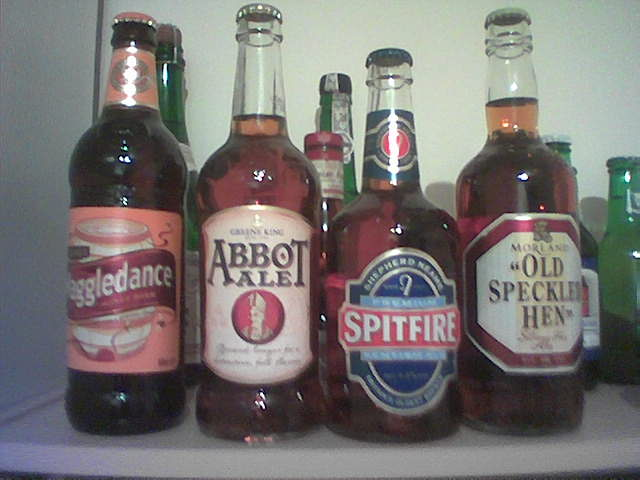
Algunas cervezas inglesas.

- Cervezas tradicionales como en África (cerveza de sorgo) o en América Latina (cerveza a base de maíz como Tesgüino o Chicha)

Cerveza sin gluten
A la hora de elaborar una cerveza sin gluten se puede optar por dos vías. Por un lado existe la opción de crearla a partir de cereales que de forma natural no contienen gluten , como la quinoa, el mijo, el teff, el sorgo… La otra opción para elaborar cerveza sin gluten es degradar el gluten de la cebada o del trigo (los cereales que más se emplean para producir cerveza) para hacerlos así aptos para el consumo de celiacos mediante un proceso enzimático. Es decir, eliminar el gluten del trigo o de la cebada. 
El primer proceso resulta más sencillo, sin embargo el resultado final serían cervezas sin gluten pero con sabores y texturas muy diferentes a las cervezas habituales, por lo que no se estaría respetando el principio máximo de intentar crear una cerveza sin gluten con las mismas características de las cervezas «estándar».
Respecto a la segunda opción, primero se recurre a un tipo de enzimas que la cebada desarrolla durante la germinación (proteasas) y a otros procedimientos que eliminan «una gran parte de las proteínas de gluten» durante el proceso de cocción. Después se recurre a otro tipo de enzimas que eliminan las trazas de gluten que puedan quedar tras la fermentación. Son proteínas que «actúan directamente sobre el gluten dejando el resto de componentes intactos, sin afectar al sabor ni a otras propiedades de la cerveza». La única desventaja es que esta genera menos espuma que la cerveza con gluten. 
Después de elaborarla, siendo apta para celiacos, se debe dar otro paso fundamental dentro del mundo de los celiacos para que el producto pueda ser lanzado a la venta: pasar los controles que garantizan que se trata de un producto apto para el consumo de los celiacos, que no expondrán su salud a ningún tipo de riesgo.
Sus ingredientes, en general, remitiendo de nuevo al primer caso arriba añadido, pueden ser: agua, cereal o pseudo cereal malteado, jarabe de maíz, flor de lúpulo, extracto de lúpulo.
Los cereales o pseudo cereales más utilizados son el trigo sarraceno, el maíz, el sorgo, la Quinoa y el arroz.
Las cervezas elaboradas con esos componentes en forma cuidadosa para evitar las contaminaciones con otras, son consideradas seguras para quienes deben llevar una dieta libre de gluten.
Hay países que producen cervezas a base de cebada que aseguran que son libres de gluten. 
La certificación necesaria para ser vendido como producto libre de gluten, depende de cada país (o región). Los métodos de análisis para determinar el posible contenido de gluten de una cerveza de estos tipos, son muy controvertidos, y se discute la validez del clásico ELISA R5 para estos fines. La comunidad científica no se ha puesto aún de acuerdo en como medir el gluten en algunas cervezas, porque los procesos enzimáticos de clarificación utilizados hoy en día, cortan las cadenas de proteínas en trozos más pequeños, que dificultan su detección por los métodos más tradicionales. Hay en general acuerdo en que el método más exacto es el PCR.
El gluten es una proteína que se encuentra en los granos de trigo, cebada,
centeno y posiblemente en la avena. Ciertas personas son alérgicas al gluten y no pueden tomar cerveza normal (véase: celiaquía).
Existen varios fabricantes que comercializan cerveza sin gluten, como por ejemplo Bi-Aglut o Damm con su cerveza Daura.

## Material audiovisual
- Fernández De Piérola Martínez De Olkoz, Inés y Pasteriza Martínez, Alejandra. (2001). La cerveza. Madrid: Universidad Nacional de Educación a Distancia. ISBN 978-84-362-4435-9 (una videocinta didáctica y otra de guía).
- La cerveza en España. (2003). Madrid: Ediciones Cátaro. ISBN 978-84-95875-07-5 (CD-ROM).